# Specie di Linyphiidae (M-P)
Di seguito sono descritte tutte le specie della famiglia di ragni Linyphiidae, i cui generi sono compresi fra la lettera iniziale M e la P, note al 30 dicembre 2007.

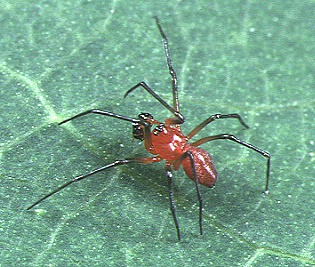
Nematogmus sanguinolentus, maschio

## Machadocara
Machadocara Miller, 1970
- Machadocara dubia Miller, 1970 — Congo
- Machadocara gongylioides Miller, 1970[1] — Zambia

## Macrargus
Macrargus Dahl, 1886
- Macrargus alpinus Li & Zhu, 1993 — Cina
- Macrargus boreus Holm, 1968 — Svezia, Finlandia, Russia, Ucraina
- Macrargus carpenteri (O.P.-Cambridge, 1894) — Regione paleartica
- Macrargus excavatus (O. P.-Cambridge, 1882)[2] — Europa
- Macrargus multesimus (O. P.-Cambridge, 1875) — Regione olartica
- Macrargus rufus (Wider, 1834)[1] — Regione paleartica
- Macrargus sumyensis Gnelitsa & Koponen, 2010 — Ucraina, Bielorussia

## Maculoncus
Maculoncus Wunderlich, 1995
- Maculoncus orientalis Tanasevitch, 2011 — Taiwan
- Maculoncus parvipalpus Wunderlich, 1995[1] — Grecia

## Malkinola
Malkinola Miller, 2007
- Malkinola insulanus (Millidge, 1991)[1] — Isole Juan Fernandez

## Mansuphantes
Mansuphantes Saaristo & Tanasevitch, 1996
- Mansuphantes arciger (Kulczyński, 1882) — Europa
- Mansuphantes aridus (Thorell, 1875) — Svizzera, Austria, Italia
- Mansuphantes auruncus (Brignoli, 1979) — Italia
- Mansuphantes fragilis (Thorell, 1875) — Europa
- Mansuphantes gladiola (Simon, 1884) — Francia, Corsica
- Mansuphantes korgei (Saaristo & Tanasevitch, 1996) — Turchia
- Mansuphantes mansuetus (Thorell, 1875)[1] — Regione paleartica
- Mansuphantes ovalis (Tanasevitch, 1987) — Russia, Georgia, Azerbaigian
- Mansuphantes parmatus (Tanasevitch, 1990) — Russia, Azerbaigian
- Mansuphantes pseudoarciger (Wunderlich, 1985) — Francia, Svizzera
- Mansuphantes rectilamellus (Deltshev, 1988) — Bulgaria
- Mansuphantes rossii (Caporiacco, 1927) — Austria, Italia
- Mansuphantes simoni (Kulczyński, 1894) — Europa occidentale

## Maorineta
Maorineta Millidge, 1988
- Maorineta acerba Millidge, 1988 — Nuova Zelanda
- Maorineta ambigua Millidge, 1991 — Isole Marshall, Isole Caroline, Isole Cook
- Maorineta gentilis Millidge, 1988 — Nuova Zelanda
- Maorineta minor Millidge, 1988 — Nuova Zelanda
- Maorineta mollis Millidge, 1988 — Nuova Zelanda
- Maorineta sulawesi Tanasevitch, 2012 — Celebes (Indonesia)
- Maorineta sulcata Millidge, 1988 — Nuova Zelanda
- Maorineta tibialis Millidge, 1988[1] — Nuova Zelanda
- Maorineta tumida Millidge, 1988 — Nuova Zelanda

## Maro
Maro O. P.-Cambridge, 1906
- Maro amplus Dondale & Buckle, 2001 — Canada, USA
- Maro borealis Eskov, 1991 — Russia
- Maro bureensis Tanasevitch, 2006 — Russia
- Maro flavescens (O. P.-Cambridge, 1873) — Russia, Mongolia
- Maro khabarum Tanasevitch, 2006 — Russia
- Maro lautus Saito, 1984 — Russia, Giappone
- Maro lehtineni Saaristo, 1971 — Europa
- Maro lepidus Casemir, 1961 — Europa
- Maro minutus O. P.-Cambridge, 1906[1] — Regione paleartica
- Maro nearcticus Dondale & Buckle, 2001 — Canada, USA
- Maro pansibiricus Tanasevitch, 2006 — Russia
- Maro perpusillus Saito, 1984 — Giappone
- Maro saaristoi Eskov, 1980 — Russia
- Maro sibiricus Eskov, 1980 — Russia
- Maro sublestus Falconer, 1915 — Regione paleartica
- Maro ussuricus Tanasevitch, 2006 — Russia

## Martensinus
Martensinus Wunderlich, 1973
- Martensinus annulatus Wunderlich, 1973 — Nepal
- Martensinus micronetiformis Wunderlich, 1973[1] — Nepal

## Masikia
Masikia Millidge, 1984
- Masikia indistincta (Kulczynski, 1908) — Russia, Alaska, Canada
- Masikia relicta (Chamberlin, 1948) — USA

## Maso
Maso Simon, 1884
- Maso alticeps (Emerton, 1909)[3] — USA
- Maso douro Bosmans & Cardoso, 2010 — Portogallo
- Maso gallicus Simon, 1894 — dall'Europa all'Azerbaigian
- Maso krakatauensis Bristowe, 1931 — Krakatoa
- Maso navajo Chamberlin, 1948 — USA
- Maso politus Banks, 1896 — USA
- Maso sundevalli (Westring, 1851)[1] — Regione olartica

## Masoncus
Masoncus Chamberlin, 1949
- Masoncus arienus Chamberlin, 1949[1] — USA
- Masoncus conspectus (Gertsch & Davis, 1936) — USA
- Masoncus dux Chamberlin, 1949 — Canada
- Masoncus pogonophilus Cushing, 1995 — USA

## Masonetta
Masonetta Chamberlin & Ivie, 1939
- Masonetta floridana (Ivie & Barrows, 1935)[1] — USA

## Mecopisthes
Mecopisthes Simon, 1926
- Mecopisthes alter Thaler, 1991 — Italia
- Mecopisthes crassirostris (Simon, 1884) — Francia, Portogallo
- Mecopisthes daiarum Bosmans, 1993 — Algeria
- Mecopisthes jacquelinae Bosmans, 1993 — Marocco
- Mecopisthes latinus Millidge, 1978 — Svizzera, Italia
- Mecopisthes millidgei Wunderlich, 1995 — Sardegna
- Mecopisthes monticola Bosmans, 1993 — Algeria
- Mecopisthes nasutus Wunderlich, 1995 — Grecia
- Mecopisthes nicaeensis (Simon, 1884) — Francia, Italia
- Mecopisthes orientalis Tanasevitch & Fet, 1986 — Turkmenistan
- Mecopisthes paludicola Bosmans, 1993 — Algeria
- Mecopisthes peuceticus Caporiacco, 1951 — Italia
- Mecopisthes peusi Wunderlich, 1972 — Europa
- Mecopisthes pictonicus Denis, 1949 — Francia
- Mecopisthes pumilio Wunderlich, 2008 — Svizzera
- Mecopisthes rhomboidalis Gao, Zhu & Gao, 1993 — Cina
- Mecopisthes silus (O. P.-Cambridge, 1872)[1] — Europa, Russia
- Mecopisthes tokumotoi Oi, 1964 — Giappone

## Mecynargoides
Mecynargoides Eskov, 1988
- Mecynargoides kolymensis Eskov, 1988[1] — Russia, Mongolia

## Mecynargus
Mecynargus Kulczynski, 1894
- Mecynargus asiaticus Tanasevitch, 1989 — Kirghizistan
- Mecynargus borealis (Jackson, 1930) — Regione olartica
- Mecynargus brocchus (L. Koch, 1872) — Europa
- Mecynargus foveatus (Dahl, 1912) — dall'Europa centrale all'Ucraina
- Mecynargus hypnicola Eskov, 1988 — Russia
- Mecynargus longus (Kulczyński, 1882)[1] — Europa orientale, Russia
- Mecynargus monticola (Holm, 1943) — Svezia, Finlandia, Russia, Mongolia, Canada
- Mecynargus morulus (O. P.-Cambridge, 1873) — Groenlandia, Regione paleartica
- Mecynargus paetulus (O. P.-Cambridge, 1875) — Regione olartica
- Mecynargus pinipumilis Eskov, 1988 — Russia
- Mecynargus pyrenaeus (Denis, 1950) — Francia
- Mecynargus sphagnicola (Holm, 1939) — Groenlandia, Scandinavia, Russia, Mongolia, Canada
- Mecynargus tundricola Eskov, 1988 — Russia
- Mecynargus tungusicus (Eskov, 1981) — Russia, Kirghizistan, Cina, Canada

## Mecynidis
Mecynidis Simon, 1894
- Mecynidis antiqua Jocqué & Scharff, 1986 — Tanzania
- Mecynidis ascia Scharff, 1990 — Tanzania
- Mecynidis bitumida Russell-Smith & Jocqué, 1986 — Kenya
- Mecynidis dentipalpis Simon, 1894[1] — Sudafrica
- Mecynidis laevitarsis Miller, 1970 — Angola
- Mecynidis muthaiga Russell-Smith & Jocqué, 1986 — Kenya
- Mecynidis scutata Jocqué & Scharff, 1986 — Tanzania
- Mecynidis spiralis Jocqué & Scharff, 1986 — Tanzania

## Megafroneta
Megafroneta Blest, 1979
- Megafroneta dugdaleae Blest & Vink, 2002 — Nuova Zelanda
- Megafroneta elongata Blest, 1979[1] — Nuova Zelanda
- Megafroneta gigas Blest, 1979 — Nuova Zelanda

## Megalepthyphantes
Megalepthyphantes Wunderlich, 1994
- Megalepthyphantes auresensis Bosmans, 2006 — Algeria
- Megalepthyphantes bkheitae (Bosmans & Bouragba, 1992) — Algeria
- Megalepthyphantes camelus (Tanasevitch, 1990) — Iran, Azerbaigian
- Megalepthyphantes collinus (L. Koch, 1872) — Regione paleartica
- Megalepthyphantes globularis Tanasevitch, 2011 — Turchia
- Megalepthyphantes hellinckxorum Bosmans, 2006 — Algeria
- Megalepthyphantes kandahar Tanasevitch, 2009 — Afghanistan
- Megalepthyphantes kronebergi (Tanasevitch, 1989) — Iran, dal Kazakistan alla Cina
- Megalepthyphantes kuhitangensis (Tanasevitch, 1989) — Asia centrale, Cina
- Megalepthyphantes lydiae Wunderlich, 1994 — Grecia
- Megalepthyphantes nebulosoides (Wunderlich, 1977) — Iran, Asia Centrale
- Megalepthyphantes nebulosus (Sundevall, 1830)[1] — Regione olartica
- Megalepthyphantes pseudocollinus Saaristo, 1997 — Europa, Russia, Iran
- Megalepthyphantes turkestanicus (Tanasevitch, 1989) — Turkmenistan, Afghanistan, Cina
- Megalepthyphantes turkeyensis Tanasevitch, Kunt & Seyyar, 2005 — Cipro, Turchia

## Meioneta
Meioneta Hull, 1920
1. Meioneta adami Millidge, 1991 — Brasile
2. Meioneta affinis (Kulczyński, 1898) — Regione paleartica
3. Meioneta affinisoides (Tanasevitch, 1984) — Russia
4. Meioneta alaskensis Holm, 1960 — Russia, Mongolia, Alaska
5. Meioneta albinotata Millidge, 1991 — Colombia
6. Meioneta alboguttata Jocqué, 1985 — Isole Comore
7. Meioneta albomaculata Baert, 1990 — Isole Galápagos
8. Meioneta alpica (Tanasevitch, 2000) — Austria
9. Meioneta amersaxatilis (Saaristo & Koponen, 1998) — USA, Canada
10. Meioneta angulata (Emerton, 1882) — USA, Canada
11. Meioneta arida Baert, 1990 — Isole Galápagos
12. Meioneta atra Millidge, 1991 — Venezuela
13. Meioneta barrowsi Chamberlin & Ivie, 1944 — USA
14. Meioneta bermudensis (Strand, 1906) — Bermuda
15. Meioneta birulai (Kulczyński, 1908) — Russia
16. Meioneta birulaioides (Wunderlich, 1995) — Mongolia
17. Meioneta boninensis Saito, 1982 — Giappone
18. Meioneta brevipes (Keyserling, 1886) — USA, Alaska
19. Meioneta brevis Millidge, 1991 — Perù
20. Meioneta brusnewi (Kulczynski, 1908) — Russia
21. Meioneta canariensis (Wunderlich, 1987) — Isole Canarie
22. Meioneta castanea Millidge, 1991 — Cile
23. Meioneta cincta Millidge, 1991 — Colombia
24. Meioneta collina Millidge, 1991 — Colombia
25. Meioneta curvata Bosmans, 1979 — Kenya
26. Meioneta dactylata Chamberlin & Ivie, 1944 — USA
27. Meioneta dactylis Tao, Li & Zhu, 1995 — Cina
28. Meioneta decorata Chamberlin & Ivie, 1944 — USA
29. Meioneta decurvis Tao, Li & Zhu, 1995 — Cina
30. Meioneta dentifera Locket, 1968 — Nigeria, Angola
31. Meioneta depigmentata Wunderlich, 2008 — isole Azzorre
32. Meioneta discolor Millidge, 1991 — Colombia
33. Meioneta disjuncta Millidge, 1991 — Colombia
34. Meioneta emertoni (Roewer, 1942) — Canada
35. Meioneta equestris (L. Koch, 1881) — Europa Centrale, Ucraina
36. Meioneta evadens (Chamberlin, 1925) — USA
37. Meioneta exigua Russell-Smith, 1992 — Camerun, Nigeria
38. Meioneta fabra (Keyserling, 1886) — USA
39. Meioneta falcata Li & Zhu, 1995 — Cina
40. Meioneta ferosa (Chamberlin & Ivie, 1943) — USA
41. Meioneta fillmorana (Chamberlin, 1919) — USA
42. Meioneta flandroyae Jocqué, 1985 — Isole Comore
43. Meioneta flavipes Ono, 1991 — Giappone
44. Meioneta floridana (Banks, 1896) — USA
45. Meioneta fratrella (Chamberlin, 1919) — USA
46. Meioneta frigida Millidge, 1991 — Colombia
47. Meioneta fusca Millidge, 1991 — Perù
48. Meioneta fuscipalpa (C. L. Koch, 1836) — Regione paleartica
49. Meioneta fuscipes Chamberlin & Ivie, 1944 — USA
50. Meioneta gagnei Gertsch, 1973 — Hawaii
51. Meioneta galapagosensis Baert, 1990 — Isole Galápagos
52. Meioneta gracilipes Holm, 1968 — Camerun, Gabon, Congo, Kenya, Angola
53. Meioneta grayi Barnes, 1953 — USA
54. Meioneta gulosa (L. Koch, 1869) — Regione paleartica
55. Meioneta habra Locket, 1968 — Africa
56. Meioneta ignorata Saito, 1982 — Giappone
57. Meioneta imitata Chamberlin & Ivie, 1944 — USA
58. Meioneta innotabilis (O. P.-Cambridge, 1863) — Europa, Russia
59. Meioneta insolita Locket & Russell-Smith, 1980 — Nigeria
60. Meioneta insulana (Tanasevitch, 2000) — Sakhalin, Isole Curili
61. Meioneta iranica (Tanasevitch, 2011) — Iran
62. Meioneta jacksoni Braendegaard, 1937 — USA, Canada, Groenlandia
63. Meioneta kaszabi Loksa, 1965 — Russia, Kazakistan, Mongolia
64. Meioneta kopetdaghensis (Tanasevitch, 1989) — Asia Centrale
65. Meioneta laimonasi (Tanasevitch, 2006) — Russia
66. Meioneta larva Locket, 1968 — Angola
67. Meioneta lauta Millidge, 1991 — Perù
68. Meioneta leucophora Chamberlin & Ivie, 1944 — USA
69. Meioneta levii (Tanasevitch, 1984) — Russia
70. Meioneta levis Locket, 1968 — Angola
71. Meioneta llanoensis (Gertsch & Davis, 1936) — USA
72. Meioneta longipes Chamberlin & Ivie, 1944 — USA
73. Meioneta lophophor (Chamberlin & Ivie, 1933) — USA, Alaska
74. Meioneta luctuosa Millidge, 1991 — Venezuela
75. Meioneta manni Crawford & Edwards, 1989 — USA
76. Meioneta maritima (Emerton, 1919) — Russia, Canada
77. Meioneta mediocris Millidge, 1991 — Colombia
78. Meioneta mendosa Millidge, 1991 — Colombia
79. Meioneta meridionalis (Crosby & Bishop, 1936) — USA
80. Meioneta merretti Locket, 1968 — Angola
81. Meioneta mesasiatica (Tanasevitch, 2000) — Russia, Asia Centrale
82. Meioneta metropolis Russell-Smith & Jocqué, 1986 — Kenya
83. Meioneta micaria (Emerton, 1882) — USA
84. Meioneta milleri Thaler et al., 1997 — Repubblica Ceca, Slovacchia
85. Meioneta minorata Chamberlin & Ivie, 1944 — USA
86. Meioneta mollis (O. P.-Cambridge, 1871) — Regione paleartica
87. Meioneta mongolica Loksa, 1965 — Russia, Mongolia
88. Meioneta montana Millidge, 1991 — Ecuador
89. Meioneta montivaga Millidge, 1991 — Venezuela
90. Meioneta mossica Schikora, 1993 — dalla Gran Bretagna alla Russia
91. Meioneta natalensis Jocqué, 1984 — Sudafrica
92. Meioneta nigra Oi, 1960 — Russia, Mongolia, Cina, Corea, Giappone
93. Meioneta nigripes (Simon, 1884) — Canada, Groenlandia, Regione paleartica
  - Meioneta nigripes nivicola (Simon, 1929) — Francia
94. Meioneta obscura Denis, 1950 — Congo, Tanzania
95. Meioneta oculata Millidge, 1991 — Perù
96. Meioneta officiosa (Barrows, 1940) — USA
97. Meioneta opaca Millidge, 1991 — Colombia
98. Meioneta ordinaria Chamberlin & Ivie, 1947 — Alaska
99. Meioneta orites (Thorell, 1875) — Europa centrale
100. Meioneta palgongsanensis Paik, 1991 — Russia, Cina, Corea
101. Meioneta palustris Li & Zhu, 1995 — Cina
102. Meioneta paraprosecta (Tanasevitch, 2010) — Emirati Arabi Uniti
103. Meioneta parva (Banks, 1896) — USA
104. Meioneta picta Chamberlin & Ivie, 1944 — USA
105. Meioneta pinta Baert, 1990 — Isole Galápagos
106. Meioneta plagiata (Banks, 1929) — Panama
107. Meioneta pogonophora Locket, 1968 — Angola, Isole Seychelles
108. Meioneta prima Millidge, 1991 — Colombia
109. Meioneta propinqua Millidge, 1991 — Perù, Brasile
110. Meioneta propria Millidge, 1991 — Ecuador
111. Meioneta prosectes Locket, 1968 — Isola Sant'Elena, Africa
112. Meioneta prosectoides Locket & Russell-Smith, 1980 — Camerun, Nigeria
113. Meioneta proxima Millidge, 1991 — Colombia
114. Meioneta pseudofuscipalpis (Wunderlich, 1983) — Nepal
115. Meioneta pseudorurestris (Wunderlich, 1980) — Spagna, Cipro, Sardegna, Algeria, Tunisia
116. Meioneta pseudosaxatilis (Tanasevitch, 1984) — Russia, Kazakistan
117. Meioneta punctata (Wunderlich, 1995) — Grecia
118. Meioneta regina Chamberlin & Ivie, 1944 — USA
119. Meioneta resima (L. Koch, 1881) — Europa orientale
120. Meioneta ressli Wunderlich, 1973 — Germania, Svizzera, Austria
121. Meioneta ripariensis (Tanasevitch, 1984) — Russia
122. Meioneta rufidorsa Denis, 1961 — Francia
123. Meioneta rurestris (C. L. Koch, 1836)[1] — Regione paleartica
124. Meioneta saaristoi (Tanasevitch, 2000) — Russia, Kazakistan
125. Meioneta saxatilis (Blackwall, 1844) — Europa, Russia
126. Meioneta semipallida Chamberlin & Ivie, 1944 — USA
127. Meioneta serrata (Emerton, 1909) — USA
128. Meioneta serratichelis Denis, 1964 — Sudan
129. Meioneta serratula (Wunderlich, 1995) — Mongolia
130. Meioneta sheffordiana (Dupérré & Paquin, 2007) — Canada
131. Meioneta silvae Millidge, 1991 — Perù
132. Meioneta similis (Kulczynski, 1926) — Islanda, Finlandia, Russia, Kazakistan
133. Meioneta simplex (Emerton, 1926) — USA, Canada
134. Meioneta simplicitarsis (Simon, 1884) — Europa, Russia, Kazakistan
135. Meioneta straminicola Millidge, 1991 — Colombia, Ecuador
136. Meioneta subnivalis (Tanasevitch, 1989) — Asia centrale
137. Meioneta tenuipes Ono, 2007 — Giappone
138. Meioneta tianschanica (Tanasevitch, 1989) — Kirghizistan
139. Meioneta tibialis (Tanasevitch, 2005) — Russia
140. Meioneta tincta Jocqué, 1985 — Isole Comore
141. Meioneta transversa (Banks, 1898) — Messico
142. Meioneta unicornis Tao, Li & Zhu, 1995 — Cina
143. Meioneta unimaculata (Banks, 1892) — USA
144. Meioneta usitata Locket, 1968 — Nigeria, Angola
145. Meioneta uta (Chamberlin, 1920) — USA
146. Meioneta uzbekistanica (Tanasevitch, 1984) — Asia Centrale
147. Meioneta vera (Wunderlich, 1976) — Queensland
148. Meioneta zebrina Chamberlin & Ivie, 1944 — USA
149. Meioneta zygia (Keyserling, 1886) — USA

## Mermessus
Mermessus O. P.-Cambridge, 1899
1. Mermessus agressus (Gertsch & Davis, 1937) — USA, Messico
2. Mermessus albulus (Zorsch & Crosby, 1934) — USA
3. Mermessus annamae (Gertsch & Davis, 1937) — Messico
4. Mermessus antraeus (Crosby, 1926) — USA, Messico
5. Mermessus augustae (Crosby & Bishop, 1933) — USA
6. Mermessus augustalis (Crosby & Bishop, 1933) — USA, Canada
7. Mermessus avius (Millidge, 1987) — Messico
8. Mermessus brevidentatus (Emerton, 1909) — USA
9. Mermessus bryantae (Ivie & Barrows, 1935) — America settentrionale, Cuba, Venezuela, Isole Azzorre
10. Mermessus caelebs (Millidge, 1987) — Panama, Venezuela
11. Mermessus coahuilanus (Gertsch & Davis, 1940) — USA, Messico
12. Mermessus cognatus (Millidge, 1987) — dal Messico alla Costa Rica
13. Mermessus colimus (Millidge, 1987) — Messico
14. Mermessus comes (Millidge, 1987) — Messico
15. Mermessus conexus (Millidge, 1987) — Messico
16. Mermessus conjunctus (Millidge, 1991) — Brasile
17. Mermessus contortus (Emerton, 1882) — USA
18. Mermessus denticulatus (Banks, 1898) — dagli USA alla Colombia (Europa, introdotto)
19. Mermessus dentiger O. P.-Cambridge, 1899 — dagli USA al Guatemala, Caraibi
20. Mermessus dentimandibulatus (Keyserling, 1886) — Colombia, Perù
21. Mermessus dominicus (Millidge, 1987) — Dominica
22. Mermessus dopainus (Chamberlin & Ivie, 1936) — Messico
23. Mermessus entomologicus (Emerton, 1911) — USA, Canada
24. Mermessus estrellae (Millidge, 1987) — Messico
25. Mermessus facetus (Millidge, 1987) — Costa Rica
26. Mermessus floridus (Millidge, 1987) — USA
27. Mermessus formosus (Millidge, 1987) — Messico
28. Mermessus fractus (Millidge, 1987) — Costa Rica
29. Mermessus fradeorum (Berland, 1932) — cosmopolita
30. Mermessus fuscus (Millidge, 1987) — Messico
31. Mermessus hebes (Millidge, 1991) — Venezuela
32. Mermessus holdus (Chamberlin & Ivie, 1939) — USA, Canada
33. Mermessus hospita (Millidge, 1987) — Messico
34. Mermessus ignobilis (Millidge, 1987) — Messico
35. Mermessus imago (Millidge, 1987) — Messico
36. Mermessus index (Emerton, 1914) — USA, Canada
37. Mermessus indicabilis (Crosby & Bishop, 1928) — USA
38. Mermessus inornatus (Ivie & Barrows, 1935) — USA
39. Mermessus insulsus (Millidge, 1991) — Perù
40. Mermessus jona (Bishop & Crosby), 1938) — USA, Canada
41. Mermessus leoninus (Millidge, 1987) — Messico
42. Mermessus libanus (Millidge, 1987) — Messico
43. Mermessus lindrothi (Holm, 1960) — Alaska
44. Mermessus maculatus (Banks, 1892) — Russia, dal Canada al Guatemala
45. Mermessus maderus (Millidge, 1987) — USA
46. Mermessus major (Millidge, 1987) — USA
47. Mermessus mediocris (Millidge, 1987) — USA, Canada
48. Mermessus medius (Millidge, 1987) — Messico
49. Mermessus merus (Millidge, 1987) — Messico
50. Mermessus mniarus (Crosby & Bishop, 1928) — USA
51. Mermessus modicus (Millidge, 1987) — USA
52. Mermessus montanus (Millidge, 1987) — Messico
53. Mermessus monticola (Millidge, 1987) — Messico
54. Mermessus moratus (Millidge, 1987) — Messico
55. Mermessus naniwaensis (Oi, 1960) — Cina, Giappone
56. Mermessus nigrus (Millidge, 1991) — Colombia
57. Mermessus obscurus (Millidge, 1991) — Colombia
58. Mermessus orbus (Millidge, 1987) — Messico
59. Mermessus ornatus (Millidge, 1987) — Messico
60. Mermessus paludosus (Millidge, 1987) — Canada
61. Mermessus paulus (Millidge, 1987) — USA
62. Mermessus perplexus (Millidge, 1987) — Messico
63. Mermessus persimilis (Millidge, 1987) — Messico
64. Mermessus pinicola (Millidge, 1987) — Messico
65. Mermessus probus (Millidge, 1987) — Messico
66. Mermessus proximus (Keyserling, 1886) — Perù
67. Mermessus rapidulus (Bishop & Crosby, 1938) — Nicaragua, Costa Rica, Panama
68. Mermessus singularis (Millidge, 1987) — Messico
69. Mermessus socius (Chamberlin, 1948) — USA
70. Mermessus sodalis (Millidge, 1987) — USA
71. Mermessus solitus (Millidge, 1987) — USA
72. Mermessus solus (Millidge, 1987) — Messico
73. Mermessus subantillanus (Millidge, 1987) — Guadalupa (Antille)
74. Mermessus taibo (Chamberlin & Ivie, 1933) — USA, Canada
75. Mermessus tenuipalpis (Emerton, 1911) — USA
76. Mermessus tepejicanus (Gertsch & Davis, 1937) — Messico
77. Mermessus tibialis (Millidge, 1987) — USA
78. Mermessus tlaxcalanus (Gertsch & Davis, 1937) — Messico
79. Mermessus tridentatus (Emerton, 1882) — USA, Canada, Puerto Rico
80. Mermessus trilobatus (Emerton, 1882) — Regione olartica
81. Mermessus undulatus (Emerton, 1914) — USA, Canada

## Mesasigone
Mesasigone Tanasevitch, 1989
- Mesasigone mira Tanasevitch, 1989[1] — Russia, Iran, dal Kazakistan alla Cina

## Metafroneta
Metafroneta Blest, 1979
- Metafroneta minima Blest, 1979 — Nuova Zelanda
- Metafroneta sinuosa Blest, 1979[1] — Nuova Zelanda
- Metafroneta subversa Blest & Vink, 2002 — Nuova Zelanda

## Metaleptyphantes
Metaleptyphantes Locket, 1968
1. Metaleptyphantes bifoliatus Locket, 1968 — Angola
2. Metaleptyphantes cameroonensis Bosmans, 1986 — Camerun
3. Metaleptyphantes carinatus Locket, 1968 — Angola
4. Metaleptyphantes clavator Locket, 1968 — Congo, Angola, Kenya, Tanzania
5. Metaleptyphantes dentiferens Bosmans, 1979 — Kenya
6. Metaleptyphantes dubius Locket & Russell-Smith, 1980 — Nigeria
7. Metaleptyphantes familiaris Jocqué, 1984 — Sudafrica
8. Metaleptyphantes foulfouldei Bosmans, 1986 — Camerun
9. Metaleptyphantes kraepelini (Simon, 1905) — Giava
10. Metaleptyphantes machadoi Locket, 1968[1] — Camerun, Nigeria, Gabon, Angola, Uganda, Tanzania
11. Metaleptyphantes ovatus Scharff, 1990 — Tanzania
12. Metaleptyphantes perexiguus (Simon & Fage, 1922) — Africa, Isole Comore
13. Metaleptyphantes praecipuus Locket, 1968 — Angola, Isole Seychelles
14. Metaleptyphantes triangulatus Holm, 1968 — Congo
15. Metaleptyphantes uncinatus Holm, 1968 — Congo
16. Metaleptyphantes vates Jocqué, 1983 — Gabon
17. Metaleptyphantes vicinus Locket, 1968 — Angola

## Metamynoglenes
Metamynoglenes Blest, 1979
- Metamynoglenes absurda Blest & Vink, 2002 — Nuova Zelanda
- Metamynoglenes attenuata Blest, 1979 — Nuova Zelanda
- Metamynoglenes flagellata Blest, 1979 — Nuova Zelanda
- Metamynoglenes gracilis Blest, 1979 — Nuova Zelanda
- Metamynoglenes helicoides Blest, 1979 — Nuova Zelanda
- Metamynoglenes incurvata Blest, 1979[1] — Nuova Zelanda
- Metamynoglenes magna Blest, 1979 — Nuova Zelanda
- Metamynoglenes ngongotaha Blest & Vink, 2002 — Nuova Zelanda

## Metapanamomops
Metapanamomops Millidge, 1977
- Metapanamomops kaestneri (Wiehle, 1961)[1] — dalla Germania all'Ucraina

## Metopobactrus
Metopobactrus Simon, 1884
- Metopobactrus ascitus (Kulczynski, 1894) — Europa orientale
- Metopobactrus cavernicola Wunderlich, 1992 — Isole Canarie
- Metopobactrus deserticola Loksa, 1981 — Ungheria
- Metopobactrus falcifrons Simon, 1884[1] — Francia
- Metopobactrus nadigi Thaler, 1976 — Svizzera, Austria, Italia
- Metopobactrus nodicornis Schenkel, 1927 — Svizzera, Austria
- Metopobactrus orbelicus Deltshev, 1985 — Bulgaria
- Metopobactrus pacificus Emerton, 1923[4] — USA
- Metopobactrus prominulus (O. P.-Cambridge, 1872) — Regione olartica
- Metopobactrus verticalis (Simon, 1881) — Francia, Corsica

### Sinonimi
- Metopobactrus schenkeli Thaler, 1976[5][6]

## Micrargus
Micrargus Dahl, 1886
- Micrargus aleuticus Holm, 1960[7] — Alaska
- Micrargus alpinus Relys & Weiss, 1997 — Germania, Svizzera, Austria
- Micrargus apertus (O. P.-Cambridge, 1871) — Regione paleartica
- Micrargus cavernicola Wunderlich, 1995 — Giappone
- Micrargus cupidon (Simon, 1913) — Francia
- Micrargus dilutus (Denis, 1948) — Francia
- Micrargus dissimilis Denis, 1950 — Francia
- Micrargus georgescuae Millidge, 1976 — Europa
- Micrargus herbigradus (Blackwall, 1854)[1] — Regione paleartica
- Micrargus hokkaidoensis Wunderlich, 1995 — Giappone
- Micrargus incomtus (O. P.-Cambridge, 1872) — Germania
- Micrargus laudatus (O. P.-Cambridge, 1881) — Europa
- Micrargus longitarsus (Emerton, 1882) — USA, Canada
- Micrargus nibeoventris (Komatsu, 1942) — Giappone
- Micrargus parvus Wunderlich, 2011 — Isole Canarie
- Micrargus pervicax (Denis, 1947) — Francia
- Micrargus subaequalis (Westring, 1851) — Regione paleartica

## Microbathyphantes
Microbathyphantes van Helsdingen, 1985
- Microbathyphantes aokii (Saito, 1982) — Cina, Vietnam, Giappone
- Microbathyphantes celebes Tanasevitch, 2012 — Celebes (Indonesia)
- Microbathyphantes palmarius (Marples, 1955)[1] — Sri Lanka, Isole Seychelles, Myanmar, Polinesia
- Microbathyphantes spedani (Locket, 1968) — Camerun, Nigeria, Angola
- Microbathyphantes tateyamaensis (Oi, 1960) — Giappone

## Microctenonyx
Microctenonyx Dahl, 1886
- Microctenonyx apuliae (Caporiacco, 1951) — Italia
- Microctenonyx cavifrons (Caporiacco, 1935) — Karakorum
- Microctenonyx evansae (Locket & Russell-Smith, 1980) — Nigeria
- Microctenonyx subitaneus (O. P.-Cambridge, 1875)[1] — Regione olartica (altrove, introdotto)

## Microcyba
Microcyba Holm, 1962
- Microcyba aculeata Holm, 1964 — Congo
- Microcyba affinis Holm, 1962 — Uganda
- Microcyba angulata Holm, 1962 — Kenya, Uganda
- Microcyba brevidentata Holm, 1962 — Tanzania
- Microcyba calida Jocqué, 1983 — Gabon
- Microcyba cameroonensis Bosmans, 1988 — Camerun
- Microcyba divisa Jocqué, 1983 — Gabon
- Microcyba erecta Holm, 1962 — Uganda
- Microcyba falcata Holm, 1962[1] — Uganda
- Microcyba hamata Holm, 1962 — Kenya, Uganda
- Microcyba hedbergi Holm, 1962 — Uganda
- Microcyba leleupi Holm, 1968 — Congo
- Microcyba projecta Holm, 1962 — Uganda
- Microcyba simulata Holm, 1962 — Kenya
- Microcyba tridentata Holm, 1962 — Kenya, Uganda
- Microcyba vancotthemi Bosmans, 1977 — Kenya
- Microcyba viduata Holm, 1962 — Kenya
- Microcyba vilhenai Miller, 1970 — Congo

## Microlinyphia
Microlinyphia Gerhardt, 1928
- Microlinyphia aethiopica (Tullgren, 1910) — Africa orientale
- Microlinyphia cylindriformis Jocqué, 1985 — Isole Comore
- Microlinyphia dana (Chamberlin & Ivie, 1943) — USA, Canada, Alaska
- Microlinyphia delesserti (Caporiacco, 1949) — Tanzania, Uganda, Congo
- Microlinyphia impigra (O. P.-Cambridge, 1871) — Regione olartica
- Microlinyphia johnsoni (Blackwall, 1859) — Madeira, Isole Canarie
- Microlinyphia mandibulata (Emerton, 1882) — USA
  - Microlinyphia mandibulata punctata (Chamberlin & Ivie, 1943) — USA, Canada
- Microlinyphia pusilla (Sundevall, 1830)[1] — Regione olartica
  - Microlinyphia pusilla quadripunctata (Strand, 1903) — Norvegia
- Microlinyphia simoni van Helsdingen, 1970 — Madagascar
- Microlinyphia sterilis (Pavesi, 1883) — Africa centrale, orientale e meridionale; Cina
- Microlinyphia zhejiangensis (Chen, 1991) — Cina

## Microneta

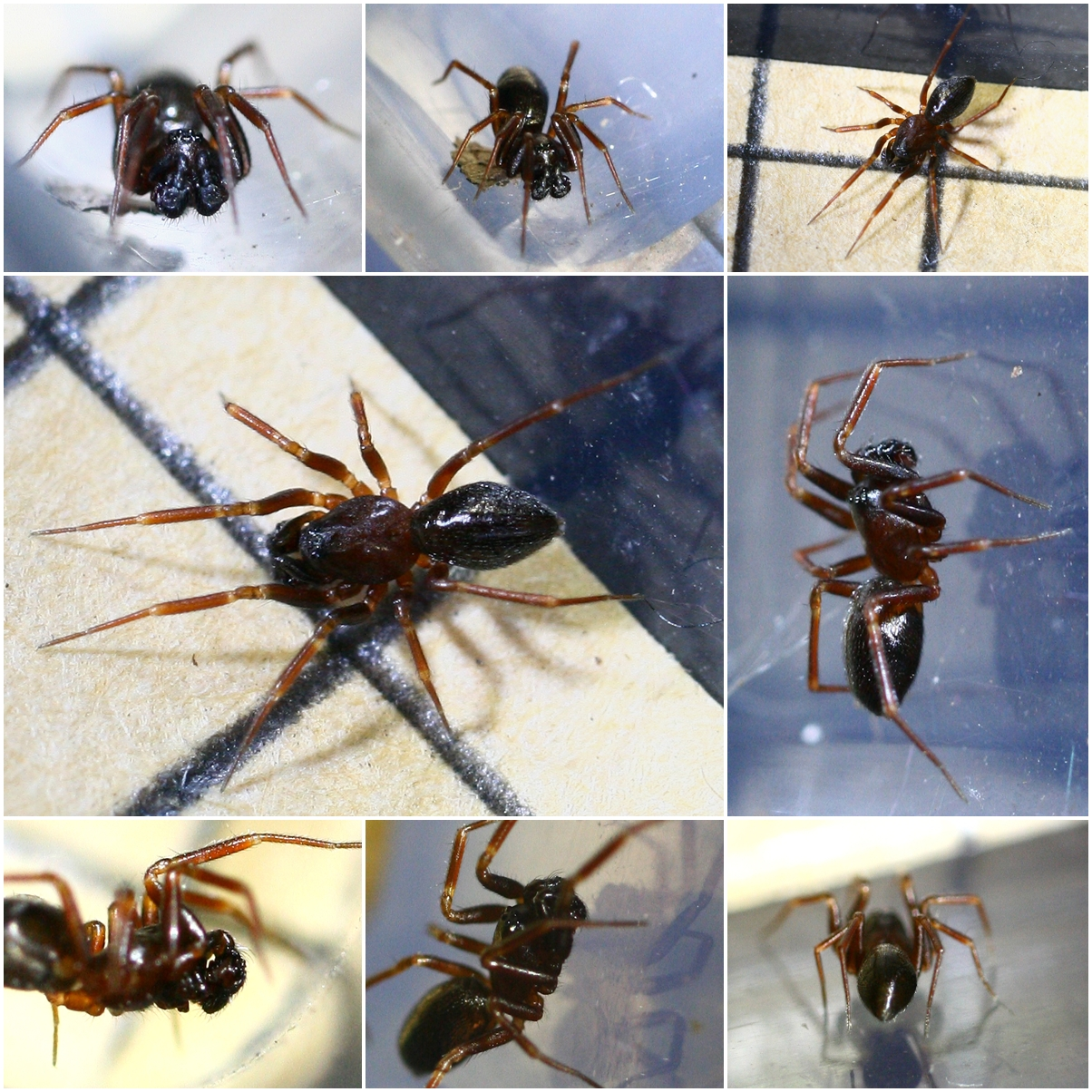
Microneta viaria, maschio

Microneta Menge, 1869
- Microneta aterrima Eskov & Marusik, 1991[8] — Russia
- Microneta caestata (Thorell, 1875) — Svezia
- Microneta disceptra Crosby & Bishop, 1929 — Perù
- Microneta flaveola Banks, 1892[9] — USA
- Microneta formicaria Balogh, 1938 — Nuova Guinea
- Microneta inops (Thorell, 1875) — Svezia
- Microneta iracunda (O. P.-Cambridge, 1879) — Lettonia
- Microneta orines Chamberlin & Ivie, 1933 — USA
- Microneta protrudens Chamberlin & Ivie, 1933[10] — USA
- Microneta saaristoi Eskov & Marusik, 1991[11] — Russia
- Microneta semiatra (Keyserling, 1886) — Brasile
- Microneta sima Chamberlin & Ivie, 1936 — Messico
- Microneta varia Simon, 1897 — Isola Saint Vincent
- Microneta viaria (Blackwall, 1841)[1] — Regione olartica
- Microneta watona Chamberlin & Ivie, 1936 — Messico

## Microplanus
Microplanus Millidge, 1991
- Microplanus mollis Millidge, 1991[1] — Colombia
- Microplanus odin Miller, 2007 — Panama

## Midia
Midia Saaristo & Wunderlich, 1995
- Midia midas (Simon, 1884)[1] — Europa (Inghilterra, Francia, Danimarca, Repubblica Ceca, Polonia e Romania)

## Miftengris
Miftengris Eskov, 1993
- Miftengris scutumatus Eskov, 1993[1] — Russia

## Millidgea
Millidgea Locket, 1968
- Millidgea convoluta Locket, 1968[1] — Angola
- Millidgea navicula Locket, 1968 — Angola
- Millidgea verrucosa Locket, 1968 — Angola

## Millidgella
Millidgella Kammerer, 2006
- Millidgella trisetosa (Millidge, 1985)[1] — Cile, Argentina

## Millplophrys
Millplophrys Platnick, 1998
- Millplophrys cracatoa (Millidge, 1995) — Krakatoa
- Millplophrys pallida (Millidge, 1995)[1] — Thailandia

## Minicia
Minicia Thorell, 1875
- Minicia alticola Tanasevitch, 1990 — Georgia
- Minicia candida Denis, 1946 — Europa
  - Minicia candida obscurior Denis, 1963 — Francia
- Minicia caspiana Tanasevitch, 1990 — Azerbaigian
- Minicia elegans Simon, 1894 — Algeria
- Minicia floresensis Wunderlich, 1992 — Isole Azzorre
- Minicia gomerae (Schmidt, 1975) — Isole Canarie
- Minicia grancanariensis Wunderlich, 1987 — Isole Canarie
- Minicia kirghizica Tanasevitch, 1985 — Asia Centrale
- Minicia marginella (Wider, 1834) — Regione paleartica
- Minicia pallida Eskov, 1995 — Russia, Kazakistan
- Minicia teneriffensis Wunderlich, 1979 — Isole Canarie
- Minicia vittata Caporiacco, 1935 — Kashmir

### Sinonimi
- Minicia picoensis Wunderlich, 1992[12].

### Specie trasferita di recente
- Minicia strandi (Ermolajev, 1937)[13].

## Minyriolus
Minyriolus Simon, 1884
- Minyriolus medusa (Simon, 1881) — Europa
- Minyriolus phaulobius (Thorell, 1875) — Italia
- Minyriolus pusillus (Wider, 1834)[1] — Regione paleartica

## Mioxena
Mioxena Simon, 1926
- Mioxena blanda (Simon, 1884)[1] — Europa, Russia
- Mioxena celisi Holm, 1968 — Congo, Kenya
- Mioxena longispinosa Miller, 1970 — Angola

## Mitrager
Mitrager van Helsdingen, 1985
- Mitrager noordami van Helsdingen, 1985[1] — Giava

## Moebelia

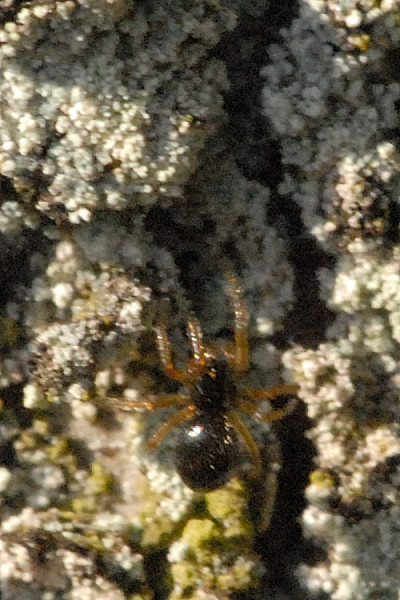
Moebelia penicillata

Moebelia Dahl, 1886
- Moebelia berolinensis (Wunderlich, 1969) — Germania
- Moebelia penicillata (Westring, 1851)[1] — Regione paleartica
- Moebelia rectangulata Song & Li, 2007 — Cina

## Moebelotinus
Moebelotinus Wunderlich, 1995
- Moebelotinus transbaikalicus (Eskov, 1989)[1] — Russia, Mongolia

## Molestia
Molestia Tu, Saaristo & Li, 2006
- Molestia molesta (Tao, Li & Zhu, 1995)[1] — Cina

## Monocephalus
Monocephalus Smith, 1906
- Monocephalus castaneipes (Simon, 1884) — Europa
- Monocephalus fuscipes (Blackwall, 1836)[1] — Europa

## Monocerellus
Monocerellus Tanasevitch, 1983
- Monocerellus montanus Tanasevitch, 1983[1] — Russia

## Montilaira
Montilaira Chamberlin, 1921
- Montilaira uta (Chamberlin, 1919)[1] — USA

## Moreiraxena
Moreiraxena Miller, 1970
- Moreiraxena chicapensis Miller, 1970[1] — Angola

## Moyosi
Moyosi Miller, 2007
- Moyosi chumota Miller, 2007 — Guyana
- Moyosi prativaga (Keyserling, 1886)[1] — Brasile, Argentina
- Moyosi rugosa (Millidge, 1991) — Argentina

## Mughiphantes
Mughiphantes Saaristo & Tanasevitch, 1999
1. Mughiphantes aculifer (Tanasevitch, 1988) — Russia
2. Mughiphantes afghanus (Denis, 1958) — Afghanistan
3. Mughiphantes alticola (Tanasevitch, 1987) — Nepal
4. Mughiphantes anachoretus (Tanasevitch, 1987) — Nepal
5. Mughiphantes ancoriformis (Tanasevitch, 1987) — Nepal
6. Mughiphantes arlaudi (Denis, 1954) — Francia
7. Mughiphantes armatus (Kulczyński, 1905) — Europa centrale
8. Mughiphantes baebleri (Lessert, 1910) — Europa centrale
9. Mughiphantes beishanensis Tanasevitch, 2006 — Cina
10. Mughiphantes bicornis Tanasevitch & Saaristo, 2006 — Nepal
11. Mughiphantes brunneri (Thaler, 1984) — Italia
12. Mughiphantes carnicus (van Helsdingen, 1982) — Italia
13. Mughiphantes cornutus (Schenkel, 1927) — Regione paleartica
14. Mughiphantes cuspidatus Tanasevitch & Saaristo, 2006 — Nepal
15. Mughiphantes edentulus Tanasevitch, 2010 — Emirati Arabi Uniti
16. Mughiphantes falxus Tanasevitch & Saaristo, 2006 — Nepal
17. Mughiphantes faustus (Tanasevitch, 1987) — Nepal
18. Mughiphantes hadzii (Miller & Polenec, 1975) — Slovenia
19. Mughiphantes handschini (Schenkel, 1919) — Europa centrale
20. Mughiphantes hindukuschensis (Miller & Buchar, 1972) — Afghanistan
21. Mughiphantes ignavus (Simon, 1884) — Francia
22. Mughiphantes inermus Tanasevitch & Saaristo, 2006 — Nepal
23. Mughiphantes jaegeri Tanasevitch, 2006 — Cina
24. Mughiphantes johannislupi (Denis, 1953) — Francia
25. Mughiphantes jugorum (Denis, 1954) — Francia
26. Mughiphantes lithoclasicola (Deltshev, 1983) — Bulgaria
27. Mughiphantes logunovi Tanasevitch, 2000 — Russia
28. Mughiphantes longiproper Tanasevitch & Saaristo, 2006 — Nepal
29. Mughiphantes martensi Tanasevitch, 2006 — Cina
30. Mughiphantes marusiki (Tanasevitch, 1988) — Russia, Mongolia
31. Mughiphantes merretti (Millidge, 1975) — Italia
32. Mughiphantes mughi (Fickert, 1875)[1] — Europa, Russia
33. Mughiphantes nigromaculatus (Zhu & Wen, 1983) — Russia, Cina
34. Mughiphantes numilionis (Tanasevitch, 1987) — Nepal
35. Mughiphantes occultus (Tanasevitch, 1987) — Nepal
36. Mughiphantes omega (Denis, 1952) — Romania
37. Mughiphantes ovtchinnikovi (Tanasevitch, 1989) — Kirghizistan
38. Mughiphantes pulcher (Kulczynski, 1881) — Europa centrale
39. Mughiphantes pulcheroides (Wunderlich, 1985) — Italia
40. Mughiphantes pyrenaeus (Denis, 1953) — Francia
41. Mughiphantes restrictus Tanasevitch & Saaristo, 2006 — Nepal
42. Mughiphantes rotundatus (Tanasevitch, 1987) — Nepal
43. Mughiphantes rupium (Thaler, 1984) — Germania, Austria
44. Mughiphantes setifer (Tanasevitch, 1987) — Nepal
45. Mughiphantes setosus Tanasevitch & Saaristo, 2006 — Nepal
46. Mughiphantes severus (Thaler, 1990) — Austria
47. Mughiphantes sherpa (Tanasevitch, 1987) — Nepal
48. Mughiphantes sobrioides Tanasevitch, 2000 — Russia
49. Mughiphantes sobrius (Thorell, 1871) — Norvegia, Russia
50. Mughiphantes styriacus (Thaler, 1984) — Austria
51. Mughiphantes suffusus (Strand, 1901) — Scandinavia, Russia
52. Mughiphantes taczanowskii (O. P.-Cambridge, 1873) — Russia, Mongolia
53. Mughiphantes tienschangensis (Tanasevitch, 1986) — Asia centrale
54. Mughiphantes triglavensis (Miller & Polenec, 1975) — Austria, Slovenia
55. Mughiphantes variabilis (Kulczynski, 1887) — Europa centrale
56. Mughiphantes varians (Kulczynski, 1882) — Europa orientale
57. Mughiphantes vittatus (Spassky, 1941) — Asia centrale
58. Mughiphantes whymperi (F. O. P.-Cambridge, 1894) — Irlanda, Gran Bretagna, Finlandia, Russia
59. Mughiphantes yadongensis (Hu, 2001) — Cina
60. Mughiphantes yeti (Tanasevitch, 1987) — Nepal

## Murphydium
Murphydium Jocqué, 1996
- Murphydium foliatum Jocqué, 1996[1] — Kenya, Somalia

## Mycula
Mycula Schikora, 1994
- Mycula mossakowskii Schikora, 1994[1] — Germania, Austria, Italia

## Myrmecomelix
Myrmecomelix Millidge, 1993
- Myrmecomelix leucippus Miller, 2007 — Perù
- Myrmecomelix pulcher (Millidge, 1991)[1] — Ecuador, Perù

## Mythoplastoides
Mythoplastoides Crosby & Bishop, 1933
- Mythoplastoides erectus (Emerton, 1915) — USA
- Mythoplastoides exiguus (Banks, 1892)[1] — USA

## Napometa
Napometa Benoit, 1977
- Napometa sanctaehelenae Benoit, 1977[1] — Isola Sant'Elena
- Napometa trifididens (O. P.-Cambridge, 1873) — Isola Sant'Elena

## Nasoona
Nasoona Locket, 1982
- Nasoona chrysanthusi Locket, 1982 — Malaysia, Singapore
- Nasoona coronata (Simon, 1894) — Venezuela
- Nasoona crucifera (Thorell, 1895) — Cina, Myanmar, Vietnam
- Nasoona locketi Millidge, 1995 — Krakatoa
- Nasoona nigromaculata Gao, Fei & Xing, 1996 — Cina
- Nasoona prominula Locket, 1982[1] — Malaysia
- Nasoona silvestris Millidge, 1995 — Indonesia

## Nasoonaria
Nasoonaria Wunderlich & Song, 1995
- Nasoonaria sinensis Wunderlich & Song, 1995[1] — Cina

## Nematogmus
Nematogmus Simon, 1884

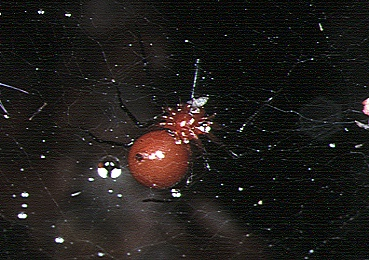
Nematogmus sanguinolentus, femmina

- Nematogmus dentimanus Simon, 1886 — dallo Sri Lanka alla Malaysia, Giava, Krakatoa
- Nematogmus digitatus Fei & Zhu, 1994 — Cina
- Nematogmus longior Song & Li, 2008 — Cina
- Nematogmus membranifer Song & Li, 2008 — Cina
- Nematogmus nigripes Hu, 2001 — Cina
- Nematogmus rutilis Oi, 1960 — Giappone
- Nematogmus sanguinolentus (Walckenaer, 1842)[1] — Regione paleartica
- Nematogmus stylitus (Bösenberg & Strand, 1906) — Cina, Giappone

## Nenilinium
Nenilinium Eskov, 1988
- Nenilinium asiaticum Eskov, 1988[1] — Russia
- Nenilinium luteolum (Loksa, 1965) — Russia, Mongolia

## Nentwigia
Nentwigia Millidge, 1995
- Nentwigia diffusa Millidge, 1995[1] — Thailandia, Krakatoa

## Neocautinella
Neocautinella Baert, 1990
- Neocautinella neoterica (Keyserling, 1886)[1] — Ecuador, Perù, Bolivia, Isole Galápagos

## Neodietrichia
Neodietrichia Özdikmen, 2008
- Neodietrichia hesperia (Crosby & Bishop), 1933[1] — Stati Uniti, Canada

## Neoeburnella
Neoeburnella Koçak, 1986
- Neoeburnella avocalis (Jocqué & Bosmans, 1983)[1] — Costa d'Avorio

## Neomaso
Neomaso Forster, 1970
- Neomaso abnormis Millidge, 1991 — Cile
- Neomaso aequabilis Millidge, 1991 — Argentina
- Neomaso angusticeps Millidge, 1985 — Cile
- Neomaso antarcticus (Hickman, 1939) — Isole Kerguelen, Isola Marion
- Neomaso articeps Millidge, 1991 — Cile
- Neomaso arundicola Millidge, 1991 — Brasile
- Neomaso bilobatus (Tullgren, 1901) — Cile
- Neomaso claggi Forster, 1970[1] — Cile, Georgia australe
- Neomaso damocles Miller, 2007 — Brasile, Argentina
- Neomaso fagicola Millidge, 1985 — Cile
- Neomaso fluminensis Millidge, 1991 — Cile
- Neomaso insperatus Millidge, 1991 — Argentina
- Neomaso insulanus Millidge, 1991 — Isole Juan Fernandez
- Neomaso minimus Millidge, 1985 — Cile
- Neomaso parvus Millidge, 1985 — Cile
- Neomaso patagonicus (Tullgren, 1901) — Cile, Argentina
- Neomaso peltatus Millidge, 1985 — Cile
- Neomaso pollicatus (Tullgren, 1901) — Cile, Argentina, Isole Falkland
- Neomaso scutatus Millidge, 1985 — Cile
- Neomaso setiger Millidge, 1991 — Cile
- Neomaso vicinus Millidge, 1991 — Argentina

## Neonesiotes
Neonesiotes Millidge, 1991
- Neonesiotes hamatus Millidge, 1991 — Isole Caroline
- Neonesiotes remiformis Millidge, 1991[1] — Isole Marshall, Isole Caroline, Isole Cook, Isole Figi, Isole Samoa, Isole Seychelles

## Neriene
Neriene Blackwall, 1833

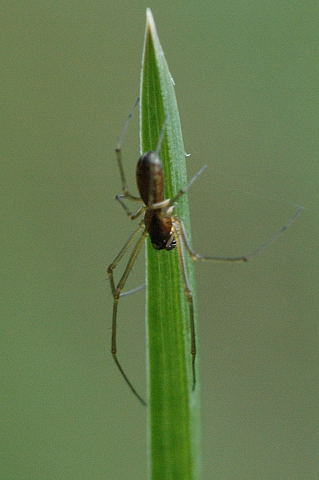
Neriene clathrata

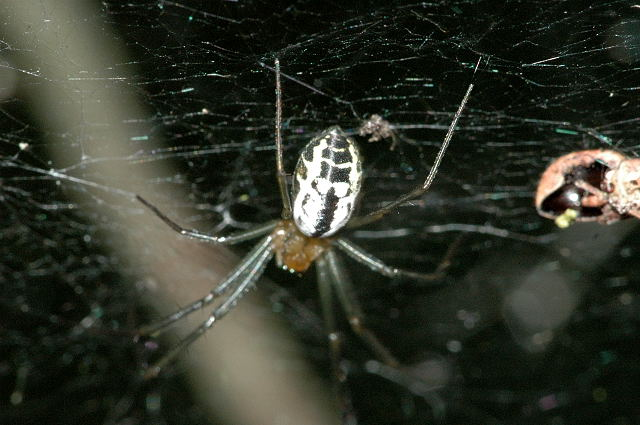
Neriene emphana, femmina

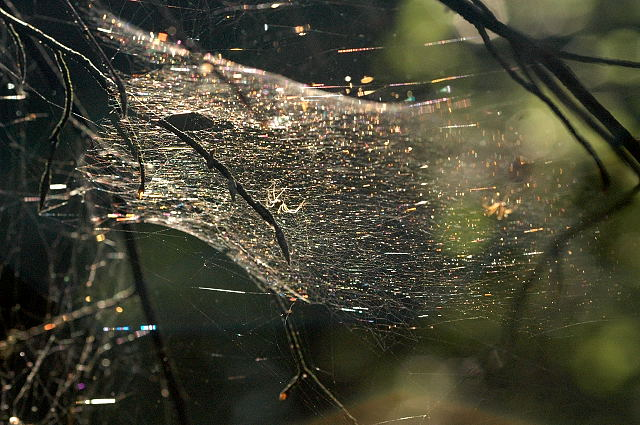
Neriene emphana, ragnatela

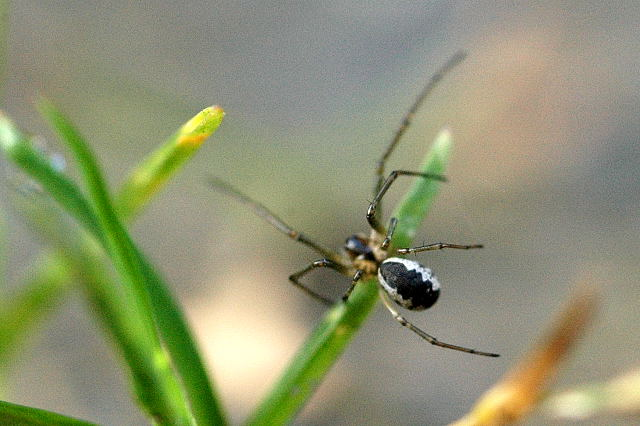
Neriene peltata, maschio

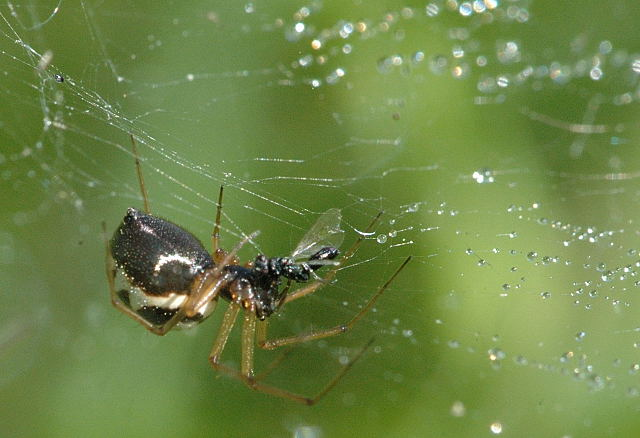
Neriene peltata, femmina

1. Neriene albolimbata (Karsch, 1879) — Russia, Cina, Corea, Taiwan, Giappone
2. Neriene amiculata (Simon, 1905) — Giava
3. Neriene angulifera (Schenkel, 1953) — Russia, Cina, Giappone
4. Neriene aquilirostralis Chen & Zhu, 1989 — Cina
5. Neriene beccarii (Thorell, 1890) — Sumatra
6. Neriene birmanica (Thorell, 1887) — India, Kashmir, Myanmar, Cina
7. Neriene brongersmai van Helsdingen, 1969 — Giappone
8. Neriene calozonata Chen & Zhu, 1989 — Cina
9. Neriene cavaleriei (Schenkel, 1963) — Cina, Vietnam
10. Neriene clathrata (Sundevall, 1830)[1] — Regione olartica
11. Neriene comoroensis Locket, 1980 — Isole Comore
12. Neriene compta Zhu & Sha, 1986 — Cina
13. Neriene conica (Locket, 1968) — Angola, Ruanda, Kenya
14. Neriene coosa (Gertsch, 1951) — Russia, USA
15. Neriene decormaculata Chen & Zhu, 1988 — Cina
16. Neriene digna (Keyserling, 1886) — USA, Canada, Alaska
17. Neriene emphana (Walckenaer, 1842) — Regione paleartica
18. Neriene flammea van Helsdingen, 1969 — Sudafrica
19. Neriene furtiva (O. P.-Cambridge, 1871) — Europa, Africa settentrionale, Russia, Ucraina
20. Neriene fusca (Oi, 1960) — Giappone
21. Neriene gyirongana Hu, 2001 — Cina
22. Neriene hammeni (van Helsdingen, 1963) — Regione paleartica
23. Neriene helsdingeni (Locket, 1968) — Africa
24. Neriene herbosa (Oi, 1960) — Cina, Giappone
25. Neriene japonica (Oi, 1960) — Russia, Cina, Corea, Giappone
26. Neriene jinjooensis Paik, 1991 — Cina, Corea
27. Neriene kartala Jocqué, 1985 — Isole Comore
28. Neriene katyae van Helsdingen, 1969 — Sri Lanka
29. Neriene kibonotensis (Tullgren, 1910) — Africa occidentale, centrale e orientale
30. Neriene kimyongkii (Paik, 1965) — Corea
31. Neriene limbatinella (Bösenberg & Strand, 1906) — Russia, Cina, Corea, Giappone
32. Neriene litigiosa (Keyserling, 1886) — Cina, America settentrionale
33. Neriene liupanensis Tang & Song, 1992 — Russia, Cina
34. Neriene longipedella (Bösenberg & Strand, 1906) — Russia, Cina, Corea, Giappone
35. Neriene macella (Thorell, 1898) — Cina, Myanmar, Thailandia, Malaysia
36. Neriene marginella (Oi, 1960) — Giappone
37. Neriene montana (Clerck, 1757) — Regione olartica
38. Neriene natalensis van Helsdingen, 1969 — Sudafrica
39. Neriene nigripectoris (Oi, 1960) — Russia, Cina, Corea, Giappone
40. Neriene nitens Zhu & Chen, 1991 — Cina
41. Neriene obtusa (Locket, 1968) — Africa
42. Neriene obtusoides Bosmans & Jocqué, 1983 — Camerun
43. Neriene oidedicata van Helsdingen, 1969 — Russia, Cina, Corea, Giappone
44. Neriene oxycera Tu & Li, 2006 — Vietnam
45. Neriene peltata (Wider, 1834) — Groenlandia, Regione paleartica
46. Neriene poculiforma Liu & Chen, 2010[14] — Cina
47. Neriene radiata (Walckenaer, 1842) — Regione olartica
48. Neriene redacta Chamberlin, 1925 — USA
49. Neriene strandia (Blauvelt, 1936) — Cina, Borneo
50. Neriene subarctica Marusik, 1991 — Russia
51. Neriene sundaica (Simon, 1905) — Giava, Lombok (Indonesia)
52. Neriene variabilis (Banks, 1892) — USA
53. Neriene yani Chen & Yin, 1999 — Cina
54. Neriene zanhuangica Zhu & Tu, 1986 — Cina
55. Neriene zhui Chen & Li, 1995 — Cina

## Neserigone
Neserigone Eskov, 1992
- Neserigone basarukini Eskov, 1992[1] — Russia, Giappone
- Neserigone nigriterminorum (Oi, 1960) — Giappone
- Neserigone torquipalpis (Oi, 1960) — Giappone

## Nesioneta
Nesioneta Millidge, 1991
- Nesioneta arabica Tanasevitch, 2010 — Emirati Arabi Uniti
- Nesioneta benoiti (van Helsdingen, 1978) — Sri Lanka, Isole Seychelles
- Nesioneta elegans Millidge, 1991 — Isole Caroline, Isole Figi
- Nesioneta ellipsoidalis Tu & Li, 2006 — Vietnam
- Nesioneta lepida Millidge, 1991[1] — Isole Marshall, Isole Caroline, Hawaii
- Nesioneta pacificana (Berland, 1935) — Isole del Pacifico
- Nesioneta similis Millidge, 1991 — Isole Caroline
- Nesioneta sola (Millidge & Russell-Smith, 1992) — Celebes

## Nippononeta
Nippononeta Eskov, 1992
1. Nippononeta alpina Ono & Saito, 2001 — Giappone
2. Nippononeta cheunghensis (Paik, 1978) — Corea
3. Nippononeta coreana (Paik, 1991) — Cina, Corea
4. Nippononeta elongata Ono & Saito, 2001 — Giappone
5. Nippononeta embolica Tanasevitch, 2005 — Russia
6. Nippononeta kaiensis Ono & Saito, 2001 — Giappone
7. Nippononeta kantonis Ono & Saito, 2001 — Giappone
8. Nippononeta kurilensis Eskov, 1992[1] — Russia, Giappone
9. Nippononeta masatakana Ono & Saito, 2001 — Giappone
10. Nippononeta masudai Ono & Saito, 2001 — Giappone
11. Nippononeta minuta (Oi, 1960) — Giappone
12. Nippononeta nodosa (Oi, 1960) — Giappone
13. Nippononeta obliqua (Oi, 1960) — Corea, Giappone
14. Nippononeta ogatai Ono & Saito, 2001 — Giappone
15. Nippononeta okumae Ono & Saito, 2001 — Giappone
16. Nippononeta pentagona (Oi, 1960) — Mongolia, Giappone
17. Nippononeta projecta (Oi, 1960) — Mongolia, Corea, Giappone
18. Nippononeta silvicola Ono & Saito, 2001 — Giappone
19. Nippononeta sinica Tanasevitch, 2006 — Cina
20. Nippononeta subnigra Ono & Saito, 2001 — Giappone
21. Nippononeta ungulata (Oi, 1960) — Corea, Giappone
22. Nippononeta xiphoidea Ono & Saito, 2001 — Giappone

## Nipponotusukuru
Nipponotusukuru Saito & Ono, 2001
- Nipponotusukuru enzanensis Saito & Ono, 2001[1] — Giappone
- Nipponotusukuru spiniger Saito & Ono, 2001 — Giappone

## Nispa
Nispa Eskov, 1993
- Nispa barbatus Eskov, 1993[1] — Russia

## Notholepthyphantes
Notholepthyphantes Millidge, 1985
- Notholepthyphantes australis (Tullgren, 1901)[1] — Cile
- Notholepthyphantes erythrocerus (Simon, 1902) — Cile

## Nothophantes
Nothophantes Merrett & Stevens, 1995
- Nothophantes horridus Merrett & Stevens, 1995[1] — Inghilterra

## Notiogyne
Notiogyne Tanasevitch, 2007
- Notiogyne falcata Tanasevitch, 2007[1] — Russia

## Notiohyphantes
Notiohyphantes Millidge, 1985
- Notiohyphantes excelsus (Keyserling, 1886) — dal Messico al Perù, Brasile, Isole Galápagos
- Notiohyphantes laudatus Millidge, 1991 — Brasile
- Notiohyphantes meridionalis (Tullgren, 1901)[1] — Cile

## Notiomaso
Notiomaso Banks, 1914
- Notiomaso australis Banks, 1914[1] — Georgia australe
- Notiomaso barbatus (Tullgren, 1901) — Cile, Argentina
- Notiomaso exonychus Miller, 2007 — Cile
- Notiomaso flavus Tambs-Lyche, 1954 — Georgia australe
- Notiomaso grytvikensis (Tambs-Lyche, 1954) — Georgia australe
- Notiomaso striatus (Usher, 1983) — Isole Falkland

## Notioscopus
Notioscopus Simon, 1884
- Notioscopus australis Simon, 1894 — Sudafrica
- Notioscopus sarcinatus (O. P.-Cambridge, 1872)[1] — Europa, Russia
- Notioscopus sibiricus Tanasevitch, 2007 — Russia, Mongolia, Cina, Isole Sakhalin

## Novafroneta
Novafroneta Blest, 1979
- Novafroneta annulipes Blest, 1979 — Nuova Zelanda
- Novafroneta gladiatrix Blest, 1979 — Nuova Zelanda
- Novafroneta nova Blest & Vink, 2003 — Nuova Zelanda
- Novafroneta parmulata Blest, 1979 — Nuova Zelanda
- Novafroneta truncata Blest & Vink, 2003 — Nuova Zelanda
- Novafroneta vulgaris Blest, 1979[1] — Nuova Zelanda

## Novafrontina
Novafrontina Millidge, 1991
- Novafrontina bipunctata (Keyserling, 1886)[1] — Ecuador, Perù
- Novafrontina patens Millidge, 1991 — Colombia
- Novafrontina uncata (F. O. P.-Cambridge, 1902) — dal Messico al Brasile

## Novalaetesia
Novalaetesia Millidge, 1988
- Novalaetesia anceps Millidge, 1988[1] — Nuova Zelanda
- Novalaetesia atra Blest & Vink, 2003 — Nuova Zelanda

## Nusoncus
Nusoncus Wunderlich, 2008
- Nusoncus nasutus (Schenkel, 1925)[1] — Europa

## Oaphantes
Oaphantes Chamberlin & Ivie, 1943
- Oaphantes pallidulus (Banks, 1904)[1] — USA

## Obrimona
Obrimona Strand, 1934
- Obrimona tennenti (Simon, 1894)[1] — Sri Lanka

## Obscuriphantes
Obscuriphantes Saaristo & Tanasevitch, 2000
- Obscuriphantes bacelarae (Schenkel, 1938) — Portogallo, Francia
- Obscuriphantes obscurus (Blackwall, 1841)[1] — Regione paleartica
  - Obscuriphantes obscurus dilutior (Simon, 1929) — Europa
- Obscuriphantes pseudoobscurus (Marusik, Hippa & Koponen, 1996) — Russia

## Oculocornia
Oculocornia Oliger, 1985
- Oculocornia orientalis Oliger, 1985[1] — Russia

## Oedothorax
Oedothorax Bertkau, in Förster & Bertkau, 1883
1. Oedothorax agrestis (Blackwall, 1853) — Regione paleartica
  - Oedothorax agrestis longipes (Simon, 1884) — Svizzera
2. Oedothorax alascensis (Banks, 1900)[15] — Alaska
3. Oedothorax angelus Tanasevitch, 1998 — Nepal
4. Oedothorax annulatus Wunderlich, 1974 — Nepal
5. Oedothorax apicatus (Blackwall, 1850) — Regione paleartica
6. Oedothorax asocialis Wunderlich, 1974 — Nepal
7. Oedothorax assuetus Tanasevitch, 1998 — Nepal
8. Oedothorax banksi Strand, 1906 — Alaska
9. Oedothorax brevipalpus (Banks, 1901) — USA
10. Oedothorax caporiaccoi Roewer, 1942 — Karakorum
11. Oedothorax cascadeus Chamberlin, 1948 — USA
12. Oedothorax clypeellum Tanasevitch, 1998 — Nepal
13. Oedothorax collinus Ma & Zhu, 1991 — Cina
14. Oedothorax coronatus Tanasevitch, 1998 — Nepal
15. Oedothorax dismodicoides Wunderlich, 1974 — Nepal
16. Oedothorax elongatus Wunderlich, 1974 — Nepal
17. Oedothorax esyunini Zhang, Zhang & Yu, 2003 — Cina
18. Oedothorax falcifer Tanasevitch, 1998 — Nepal
19. Oedothorax fuegianus (Simon, 1902) — Argentina
20. Oedothorax fuscus (Blackwall, 1834) — Europa, Africa settentrionale, Isole Azzorre, Russia
21. Oedothorax gibbifer (Kulczynski, 1882) — Europa, Russia
22. Oedothorax gibbosus (Blackwall, 1841)[1] — Regione paleartica
23. Oedothorax globiceps Thaler, 1987 — Kashmir
24. Oedothorax hirsutus Wunderlich, 1974 — Nepal
25. Oedothorax holmi Wunderlich, 1978 — Africa orientale
26. Oedothorax howardi Petrunkevitch, 1925[16] — USA
27. Oedothorax hulongensis Zhu & Wen, 1980 — Russia, Cina
28. Oedothorax insignis (Bösenberg, 1902) — Germania
29. Oedothorax insulanus Paik, 1980 — Corea
30. Oedothorax japonicus Kishida, 1910 — Giappone
31. Oedothorax latitibialis Bosmans, 1988 — Camerun
32. Oedothorax legrandi Jocqué, 1985 — Isole Comore
33. Oedothorax limatus Crosby, 1905 — USA
34. Oedothorax lineatus Wunderlich, 1974 — Nepal
35. Oedothorax longiductus Bosmans, 1988 — Camerun
36. Oedothorax lucidus Wunderlich, 1974 — Nepal
37. Oedothorax macrophthalmus Locket & Russell-Smith, 1980 — Nigeria, Costa d'Avorio
38. Oedothorax malearmatus Tanasevitch, 1998 — Nepal
39. Oedothorax maximus (Emerton, 1882) — USA
40. Oedothorax meridionalis Tanasevitch, 1987 — Asia Centrale
41. Oedothorax modestus Tanasevitch, 1998 — Nepal
42. Oedothorax mongolensis (Heimer, 1987) — Russia, Mongolia
43. Oedothorax monoceros Miller, 1970 — Angola
44. Oedothorax montifer (Emerton, 1882) — USA
45. Oedothorax muscicola Bosmans, 1988 — Camerun
46. Oedothorax nazareti Scharff, 1989 — Etiopia
47. Oedothorax pallidus (Bösenberg, 1902)[16] — Germania, Romania
48. Oedothorax paludigena Simon, 1926 — Francia, Corsica
49. Oedothorax pilosus Wunderlich, 1978 — Etiopia
50. Oedothorax retusus (Westring, 1851) — Regione paleartica
51. Oedothorax savigniformis Tanasevitch, 1998 — Nepal
52. Oedothorax seminolus Ivie & Barrows, 1935[16] — USA
53. Oedothorax sexmaculatus Saito & Ono, 2001 — Giappone
54. Oedothorax sexoculatus Wunderlich, 1974 — Nepal
55. Oedothorax sexoculorum Tanasevitch, 1998 — Nepal
56. Oedothorax simplicithorax Tanasevitch, 1998 — Nepal
57. Oedothorax subniger (Bösenberg, 1902)[16] — Germania, Penisola balcanica
58. Oedothorax tener (Bösenberg, 1902) — Germania, Penisola balcanica
59. Oedothorax tholusus Tanasevitch, 1998 — Nepal
60. Oedothorax tingitanus (Simon, 1884) — Spagna, Marocco, Algeria, Tunisia
61. Oedothorax trilineatus Saito, 1934 — Giappone
62. Oedothorax trilobatus (Banks, 1896) — USA, Canada
63. Oedothorax unicolor Wunderlich, 1974 — Nepal
64. Oedothorax usitatus Jocqué & Scharff, 1986 — Tanzania

## Oia
Oia Wunderlich, 1973
- Oia breviprocessia Song & Li, 2010 — Cina
- Oia imadatei (Oi, 1964) — Russia, Corea, Giappone, Taiwan
- Oia sororia Wunderlich, 1973[1] — Nepal, India

## Oilinyphia

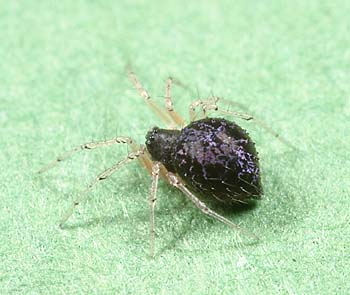
Oilinyphia peculiaris, femmina

Oilinyphia Ono & Saito, 1989
- Oilinyphia jadbounorum Ponksee & Tanikawa, 2010 — Thailandia
- Oilinyphia peculiaris Ono & Saito, 1989[1] — Isole Ryukyu

## Okhotigone
Okhotigone Eskov, 1993
- Okhotigone sounkyoensis (Saito, 1986)[1] — Russia, Cina, Giappone

## Onychembolus
Onychembolus Millidge, 1985
- Onychembolus anceps Millidge, 1991 — Cile
- Onychembolus subalpinus Millidge, 1985[1] — Cile, Argentina

## Ophrynia
Ophrynia Jocqué, 1981
- Ophrynia galeata Jocqué & Scharff, 1986 — Tanzania
  - Ophrynia galeata lukwangulensis Jocqué & Scharff, 1986 — Tanzania
- Ophrynia infecta Jocqué & Scharff, 1986 — Tanzania
- Ophrynia insulana Scharff, 1990 — Tanzania
- Ophrynia juguma Scharff, 1990 — Tanzania
- Ophrynia perspicua Scharff, 1990 — Tanzania
- Ophrynia revelatrix Jocqué & Scharff, 1986 — Tanzania
- Ophrynia rostrata Jocqué & Scharff, 1986 — Tanzania
- Ophrynia summicola Jocqué & Scharff, 1986 — Tanzania
- Ophrynia superciliosa Jocqué, 1981[1] — Malawi
- Ophrynia trituberculata Bosmans, 1988 — Camerun
- Ophrynia truncatula Scharff, 1990 — Tanzania
- Ophrynia uncata Jocqué & Scharff, 1986 — Tanzania

## Oreocyba
Oreocyba Holm, 1962
- Oreocyba elgonensis (Fage, 1936)[1] — Kenya, Uganda
- Oreocyba propinqua Holm, 1962 — Kenya, Uganda

## Oreoneta
Oreoneta Kulczyński, 1894
1. Oreoneta alpina (Eskov, 1987) — Russia
2. Oreoneta arctica (Holm, 1960) — Russia, Isole Curili, Alaska
3. Oreoneta banffkluane Saaristo & Marusik, 2004 — Canada
4. Oreoneta beringiana Saaristo & Marusik, 2004 — Russia, Isole Curili, Alaska, Canada
5. Oreoneta brunnea (Emerton, 1882) — USA, Canada
6. Oreoneta eskimopoint Saaristo & Marusik, 2004 — USA, Canada
7. Oreoneta eskovi Saaristo & Marusik, 2004 — Russia
8. Oreoneta fennica Saaristo & Marusik, 2004 — Finlandia
9. Oreoneta fortyukon Saaristo & Marusik, 2004 — Alaska, Canada
10. Oreoneta frigida (Thorell, 1872)[1] — dalla Groenlandia alla Norvegia
11. Oreoneta garrina (Chamberlin, 1948) — USA, Canada
12. Oreoneta herschel Saaristo & Marusik, 2004 — Canada
13. Oreoneta intercepta (O. P.-Cambridge, 1873) — Russia
14. Oreoneta kurile Saaristo & Marusik, 2004 — Isole Curili
15. Oreoneta leviceps (L. Koch, 1879) — Russia, Alaska, Canada
16. Oreoneta logunovi Saaristo & Marusik, 2004 — Russia
17. Oreoneta magaputo Saaristo & Marusik, 2004 — Russia, Canada
18. Oreoneta mineevi Saaristo & Marusik, 2004 — Russia
19. Oreoneta mongolica (Wunderlich, 1995) — Mongolia
20. Oreoneta montigena (L. Koch, 1872) — dalla Svizzera alla Slovacchia
21. Oreoneta punctata (Tullgren, 1955) — Svezia, Finlandia, Russia
22. Oreoneta repeater Saaristo & Marusik, 2004 — Canada
23. Oreoneta sepe Saaristo & Marusik, 2004 — Canada
24. Oreoneta sinuosa (Tullgren, 1955) — Svezia, Finlandia
25. Oreoneta tatrica (Kulczyński, 1915) — Europa Centrale
26. Oreoneta tienshangensis Saaristo & Marusik, 2004 — Kazakistan, Cina
27. Oreoneta tuva Saaristo & Marusik, 2004 — Russia
28. Oreoneta uralensis Saaristo & Marusik, 2004 — Russia
29. Oreoneta vogelae Saaristo & Marusik, 2004 — USA
30. Oreoneta wyomingia Saaristo & Marusik, 2004 — USA, Canada

## Oreonetides
Oreonetides Strand, 1901
- Oreonetides badzhalensis Eskov, 1991 — Russia
- Oreonetides beattyi Paquin et al., 2009 — USA
- Oreonetides beringianus Eskov, 1991 — Russia
- Oreonetides filicatus (Crosby, 1937) — dagli USA all'Alaska
- Oreonetides flavescens (Crosby, 1937) — USA, Canada
- Oreonetides flavus (Emerton, 1915) — USA, Canada
- Oreonetides glacialis (L. Koch, 1872) — Europa
- Oreonetides helsdingeni Eskov, 1984 — Russia
- Oreonetides kolymensis Eskov, 1991 — Russia
- Oreonetides longembolus Wunderlich & Li, 1995 — Cina
- Oreonetides quadridentatus (Wunderlich, 1972) — Germania, Austria
- Oreonetides rectangulatus (Emerton, 1913) — USA
- Oreonetides rotundus (Emerton, 1913) — USA, Canada
- Oreonetides sajanensis Eskov, 1991 — Russia
- Oreonetides shimizui (Yaginuma, 1972) — Russia, Giappone
- Oreonetides taiwanus Tanasevitch, 2011 — Taiwan
- Oreonetides vaginatus (Thorell, 1872)[1] — Regione olartica

## Oreophantes
Oreophantes Eskov, 1984
- Oreophantes recurvatus (Emerton, 1913)[1] — USA, Canada

## Orfeo
Orfeo Miller, 2007
- Orfeo desolatus (Keyserling, 1886) — Brasile
- Orfeo jobim Miller, 2007[1] — Brasile

## Orientopus
Orientopus Eskov, 1992
- Orientopus yodoensis (Oi, 1960)[1] — Cina, Corea, Giappone

## Origanates
Origanates Crosby & Bishop, 1933
- Origanates rostratus (Emerton, 1882)[1] — USA

## Orsonwelles
Orsonwelles Hormiga, 2002
- Orsonwelles ambersonorum Hormiga, 2002 — Hawaii
- Orsonwelles arcanus Hormiga, 2002 — Hawaii
- Orsonwelles bellum Hormiga, 2002 — Hawaii
- Orsonwelles calx Hormiga, 2002 — Hawaii
- Orsonwelles falstaffius Hormiga, 2002 — Hawaii
- Orsonwelles graphicus (Simon, 1900) — Hawaii
- Orsonwelles iudicium Hormiga, 2002 — Hawaii
- Orsonwelles macbeth Hormiga, 2002 — Hawaii
- Orsonwelles malus Hormiga, 2002 — Hawaii
- Orsonwelles othello Hormiga, 2002 — Hawaii
- Orsonwelles polites Hormiga, 2002[1] — Hawaii
- Orsonwelles torosus (Simon, 1900) — Hawaii
- Orsonwelles ventus Hormiga, 2002 — Hawaii

## Oryphantes
Oryphantes Hull, 1932
- Oryphantes aliquantulus Dupérré & Paquin, 2007 — USA, Canada
- Oryphantes angulatus (O. P.-Cambridge, 1881)[1] — Regione paleartica
- Oryphantes bipilis (Kulczyński, 1885) — Russia
- Oryphantes cognatus (Tanasevitch, 1992) — Russia
- Oryphantes geminus (Tanasevitch, 1982) — Russia

## Ostearius
Ostearius Hull, 1911
- Ostearius melanopygius (O. P.-Cambridge, 1879)[1] — cosmopolita
- Ostearius muticus Gao, Gao & Zhu, 1994 — Cina

## Ouedia
Ouedia Bosmans & Abrous, 1992
- Ouedia rufithorax (Simon, 1881)[1] — Francia, Corsica, Algeria, Italia, Tunisia, Portogallo

## Pachydelphus
Pachydelphus Jocqué & Bosmans, 1983
- Pachydelphus africanus (Simon, 1894) — Gabon, Sierra Leone
- Pachydelphus banco Jocqué & Bosmans, 1983[1] — Costa d'Avorio
- Pachydelphus coiffaiti Jocqué, 1983 — Gabon
- Pachydelphus tonqui Jocqué & Bosmans, 1983 — Costa d'Avorio

## Pacifiphantes
Pacifiphantes Eskov & Marusik, 1994
- Pacifiphantes magnificus (Chamberlin & Ivie, 1943) — USA, Canada
- Pacifiphantes zakharovi Eskov & Marusik, 1994[1] — Russia, Cina

## Paikiniana
Paikiniana Eskov, 1992
- Paikiniana bella (Paik, 1978)[1] — Corea
- Paikiniana biceps Song & Li, 2008 — Cina
- Paikiniana iriei (Ono, 2007) — Giappone
- Paikiniana lurida (Seo, 1991) — Corea
- Paikiniana mikurana Ono, 2010 — Giappone
- Paikiniana mira (Oi, 1960) — Corea, Giappone, Cina
- Paikiniana vulgaris (Oi, 1960) — Corea, Giappone

## Palaeohyphantes
Palaeohyphantes Millidge, 1984
- Palaeohyphantes simplicipalpis (Wunderlich, 1976)[1] — Nuovo Galles del Sud

## Palliduphantes
Palliduphantes Saaristo & Tanasevitch, 2001
1. Palliduphantes altus (Tanasevitch, 1986) — Asia Centrale

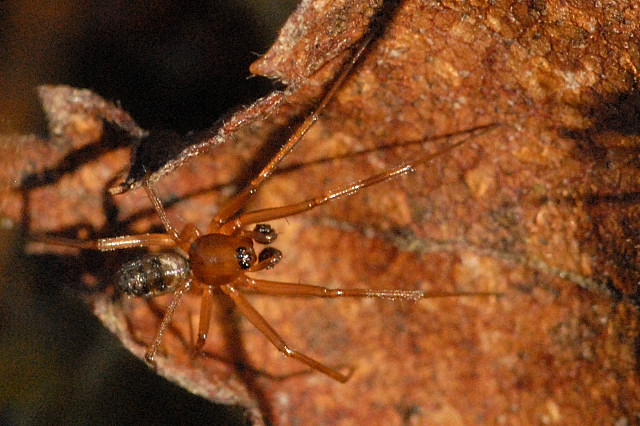
Palliduphantes ericaeus

2. Palliduphantes alutacius (Simon, 1884) — Europa
3. Palliduphantes angustiformis (Simon, 1884) — Corsica, Sardegna
4. Palliduphantes antroniensis (Schenkel, 1933) — Regione paleartica
5. Palliduphantes arenicola (Denis, 1964) — Francia, Svizzera
6. Palliduphantes bayrami Demir, Topçu & Seyyar, 2008 — Turchia
7. Palliduphantes bolivari (Fage, 1931) — Spagna, Gibilterra
8. Palliduphantes brignolii (Kratochvíl, 1978) — Croazia
9. Palliduphantes byzantinus (Fage, 1931) — Bulgaria, Grecia, Turchia
10. Palliduphantes cadiziensis (Wunderlich, 1980) — Spagna, Gibilterra, Marocco
11. Palliduphantes carusoi (Brignoli, 1979) — Sicilia
12. Palliduphantes cebennicus (Simon, 1929) — Francia
13. Palliduphantes ceretanus (Denis, 1962) — Francia
14. Palliduphantes cernuus (Simon, 1884) — Francia, Spagna
15. Palliduphantes chenini Bosmans, 2003 — Tunisia
16. Palliduphantes conradini (Brignoli, 1971) — Italia
17. Palliduphantes cortesi Ribera & De Mas, 2003 — Spagna
18. Palliduphantes culicinus (Simon, 1884) — Francia, Svizzera
19. Palliduphantes dentatidens (Simon, 1929) — Francia, Italia
20. Palliduphantes epaminondae (Brignoli, 1979) — Grecia
21. Palliduphantes ericaeus (Blackwall, 1853) — Europa, Russia
22. Palliduphantes fagicola (Simon, 1929) — Francia
23. Palliduphantes florentinus (Caporiacco, 1947) — Italia
24. Palliduphantes gypsi Ribera & De Mas, 2003 — Spagna
25. Palliduphantes insignis (O. P.-Cambridge, 1913) — Europa
26. Palliduphantes intirmus (Tanasevitch, 1987) — Russia, Asia Centrale
27. Palliduphantes istrianus (Kulczynski, 1914) — Europa orientale
28. Palliduphantes kalaensis (Bosmans, 1985) — Algeria
29. Palliduphantes khobarum (Charitonov, 1947) — Russia, Asia Centrale
30. Palliduphantes labilis (Simon, 1913) — Algeria, Tunisia
31. Palliduphantes liguricus (Simon, 1929) — Europa
32. Palliduphantes longiscapus (Wunderlich, 1987) — Isole Canarie
33. Palliduphantes longiseta (Simon, 1884) — Corsica, Elba
34. Palliduphantes lorifer (Simon, 1907) — Spagna
35. Palliduphantes malickyi (Wunderlich, 1980) — Creta
36. Palliduphantes margaritae (Denis, 1934) — Francia
37. Palliduphantes melitensis (Bosmans, 1994) — Malta
38. Palliduphantes milleri (Starega, 1972) — Polonia, Slovacchia, Romania, Ucraina
39. Palliduphantes minimus (Deeleman-Reinhold, 1985) — Cipro
40. Palliduphantes montanus (Kulczynski, 1898) — Germania, Austria, Italia
41. Palliduphantes oredonensis (Denis, 1950) — Francia
42. Palliduphantes pallidus (O. P.-Cambridge, 1871)[1] — Regione paleartica
43. Palliduphantes palmensis (Wunderlich, 1992) — Isole Canarie
44. Palliduphantes pillichi (Kulczynski, 1915) — Europa Centrale
45. Palliduphantes rubens (Wunderlich, 1987) — Isole Canarie
46. Palliduphantes salfii (Dresco, 1949) — Italia
47. Palliduphantes sanctivincenti (Simon, 1872) — Francia
48. Palliduphantes sbordonii (Brignoli, 1970) — Iran
49. Palliduphantes schmitzi (Kulczynski, 1899) — Madeira
50. Palliduphantes solivagus (Tanasevitch, 1986) — Kirghizistan
51. Palliduphantes spelaeorum (Kulczynski, 1914) — Penisola balcanica, Bulgaria, Grecia
52. Palliduphantes stygius (Simon, 1884) — Spagna, Francia, Isole Azzorre
53. Palliduphantes tenerifensis (Wunderlich, 1992) — Isole Canarie
54. Palliduphantes theosophicus (Tanasevitch, 1987) — Nepal
55. Palliduphantes tricuspis Bosmans, 2006 — Algeria
56. Palliduphantes trnovensis (Drensky, 1931) — Serbia, Macedonia, Bulgaria
57. Palliduphantes yakourensis Bosmans, 2006 — Algeria

## Panamomops
Panamomops Simon, 1884
- Panamomops affinis Miller & Kratochvíl, 1939 — Germania, Austria, Repubblica Ceca, Slovacchia
- Panamomops depilis Eskov & Marusik, 1994 — Russia, Kazakistan
- Panamomops dybowskii (O. P.-Cambridge, 1873) — Russia
- Panamomops fagei Miller & Kratochvíl, 1939 — Europa
- Panamomops fedotovi (Charitonov, 1937) — Ucraina, Georgia, Armenia
- Panamomops inconspicuus (Miller & Valesova, 1964) — Europa
- Panamomops latifrons Miller, 1959 — Repubblica Ceca, Slovacchia, Austria, Penisola balcanica
- Panamomops mengei Simon, 1926 — Regione paleartica
- Panamomops mutilus (Denis, 1962) — Spagna, Francia
- Panamomops palmgreni Thaler, 1973 — Germania, Svizzera, Austria, Slovacchia
- Panamomops pamiricus Tanasevitch, 1989 — Kirghizistan
- Panamomops strandi Kolosváry, 1934 — Ungheria
- Panamomops sulcifrons (Wider, 1834)[1] — Europa, Russia
- Panamomops tauricornis (Simon, 1881) — Regione paleartica

## Paracornicularia
Paracornicularia Crosby & Bishop, 1931
- Paracornicularia bicapillata Crosby & Bishop, 1931[1] — USA

## Paracymboides
Paracymboides Tanasevitch, 2011
- Paracymboides aduncus Tanasevitch, 2011 — India
- Paracymboides tibialis Tanasevitch, 2011[1] — India

## Paraeboria
Paraeboria Eskov, 1990
- Paraeboria jeniseica (Eskov, 1981)[1] — Russia asiatica

## Parafroneta
Parafroneta Blest, 1979
- Parafroneta ambigua Blest, 1979 — Nuova Zelanda
- Parafroneta confusa Blest, 1979 — Nuova Zelanda
- Parafroneta demota Blest & Vink, 2002 — Nuova Zelanda
- Parafroneta haurokoae Blest & Vink, 2002 — Nuova Zelanda
- Parafroneta hirsuta Blest & Vink, 2003 — Nuova Zelanda
- Parafroneta insula Blest, 1979 — Nuova Zelanda
- Parafroneta marrineri (Hogg, 1909)[1] — Isole Campbell
- Parafroneta minuta Blest, 1979 — Nuova Zelanda
- Parafroneta monticola Blest, 1979 — Nuova Zelanda
- Parafroneta persimilis Blest, 1979 — Nuova Zelanda
- Parafroneta pilosa Blest & Vink, 2003 — Nuova Zelanda
- Parafroneta subalpina Blest & Vink, 2002 — Nuova Zelanda

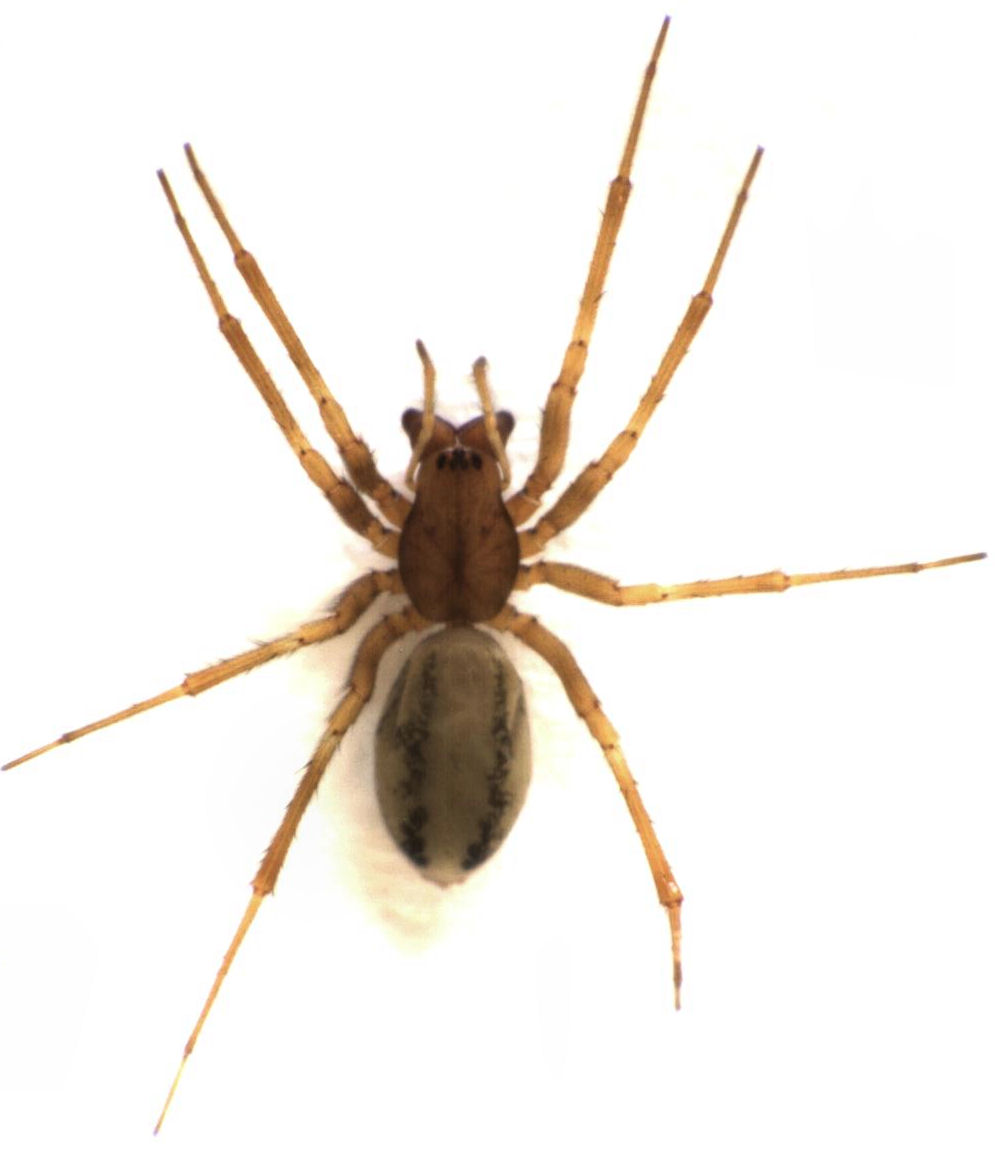
Parafroneta marrineri, femmina

- Parafroneta subantarctica Blest, 1979 — Nuova Zelanda
- Parafroneta westlandica Blest & Vink, 2002 — Nuova Zelanda

## Paraglyphesis
Paraglyphesis Eskov, 1991
- Paraglyphesis lasiargoides Eskov, 1991 — Russia
- Paraglyphesis monticola Eskov, 1991 — Russia
- Paraglyphesis polaris Eskov, 1991[1] — Russia

## Paragongylidiellum
Paragongylidiellum Wunderlich, 1973
- Paragongylidiellum caliginosum Wunderlich, 1973[1] — Nepal, India

## Paraletes
Paraletes Millidge, 1991
- Paraletes pogo Miller, 2007 — Perù
- Paraletes timidus Millidge, 1991[1] — Brasile

## Parameioneta
Parameioneta Locket, 1982
- Parameioneta bilobata Li & Zhu, 1993 — Cina, Vietnam
- Parameioneta spicata Locket, 1982[1] — Malaysia

## Paranasoona
Paranasoona Heimer, 1984
- Paranasoona cirrifrons Heimer, 1984[1] — Cina, Vietnam

## Parapelecopsis
Parapelecopsis Wunderlich, 1992
- Parapelecopsis conimbricensis Bosmans & Crespo, 2010 — Portogallo
- Parapelecopsis mediocris (Kulczynski, 1899) — Madeira
- Parapelecopsis nemoralioides (O. P.-Cambridge, 1884) — Europa
- Parapelecopsis nemoralis (Blackwall, 1841)[1] — Europa, Russia

## Parasisis
Parasisis Eskov, 1984
- Parasisis amurensis Eskov, 1984[1] — Russia asiatica, Cina, Giappone

## Paratapinocyba
Paratapinocyba Saito, 1986
- Paratapinocyba kumadai Saito, 1986[1] — Giappone
- Paratapinocyba oiwa (Saito, 1980)[17] — Giappone

## Paratmeticus
Paratmeticus Marusik & Koponen, 2010
- Paratmeticus bipunctis (Bösenberg & Strand, 1906)[1] - Russia, Sakhalin, Giappone

## Parawubanoides
Parawubanoides Eskov & Marusik, 1992
- Parawubanoides unicornis (O. P.-Cambridge, 1873)[1] — Russia asiatica, Mongolia

## Parhypomma
Parhypomma Eskov, 1992
- Parhypomma naraense (Oi, 1960)[1] — Giappone

## Paro
Paro Berland, 1942
- Paro simoni Berland, 1942[1] — Rapa (Polinesia Francese)

## Patagoneta
Patagoneta Millidge, 1985
- Patagoneta antarctica (Tullgren, 1901)[1] — Cile

## Pecado
Pecado Hormiga & Scharff, 2005
- Pecado impudicus (Denis, 1945)[1] — Spagna, Marocco, Algeria

## Pelecopsidis
Pelecopsidis Bishop & Crosby, 1935
- Pelecopsidis frontalis (Banks, 1904)[1] — USA

## Pelecopsis
Pelecopsis Simon, 1864
1. Pelecopsis agaetensis Wunderlich, 1987 — Isole Canarie
2. Pelecopsis albifrons Holm, 1979 — Kenya
3. Pelecopsis alpica Thaler, 1991 — Austria
4. Pelecopsis alticola (Berland, 1936)[18] — Kenya
  - Pelecopsis alticola elgonensis (Holm, 1962)[18] — Uganda
  - Pelecopsis alticola kenyensis (Holm, 1962)[18] — Kenya
  - Pelecopsis alticola kivuensis (Miller, 1970)[19] — Congo
5. Pelecopsis amabilis (Simon, 1884) — Algeria
6. Pelecopsis aureipes Denis, 1962 — Marocco
7. Pelecopsis biceps (Holm, 1962)[18] — Tanzania
8. Pelecopsis bicornuta Hillyard, 1980 — Spagna, Marocco
9. Pelecopsis bishopi Kaston, 1945 — USA
10. Pelecopsis bucephala (O. P.-Cambridge, 1875) — Mediterraneo occidentale
11. Pelecopsis capitata (Simon, 1884) — Francia
12. Pelecopsis cedricola Bosmans & Abrous, 1992 — Algeria
13. Pelecopsis coccinea (O. P.-Cambridge, 1875) — Spagna, Marocco
14. Pelecopsis crassipes Tanasevitch, 1987 — Russia, Asia Centrale
15. Pelecopsis denisi Brignoli, 1983 — Andorra, Francia
16. Pelecopsis digitulus Bosmans & Abrous, 1992 — Algeria
17. Pelecopsis dorniana Heimer, 1987 — Russia, Mongolia
18. Pelecopsis elongata (Wider, 1834)[1] — Europa, Russia
19. Pelecopsis eminula (Simon, 1884) — Francia, Italia
20. Pelecopsis flava Holm, 1962 — Uganda, Congo
21. Pelecopsis fornicata Miller, 1970 — Congo
22. Pelecopsis fulva Holm, 1962 — Uganda
23. Pelecopsis hamata Bosmans, 1988 — Camerun
24. Pelecopsis hipporegia (Denis, 1968) — Algeria
25. Pelecopsis humiliceps Holm, 1979 — Kenya, Uganda
26. Pelecopsis indus (Tanasevitch, 2011) — India, Pakistan
27. Pelecopsis inedita (O. P.-Cambridge, 1875) — Mediterraneo
28. Pelecopsis infusca Holm, 1962 — Uganda
29. Pelecopsis intricata Jocqué, 1984 — Sudafrica
30. Pelecopsis janus Jocqué, 1984 — Sudafrica
31. Pelecopsis kabyliana Bosmans & Abrous, 1992 — Algeria
32. Pelecopsis kalaensis Bosmans & Abrous, 1992 — Algeria
33. Pelecopsis laptevi Tanasevitch & Fet, 1986 — Asia Centrale
34. Pelecopsis leonina (Simon, 1884) — Algeria
35. Pelecopsis litoralis Wunderlich, 1987 — Isole Canarie
36. Pelecopsis loksai Szinetár & Samu, 2003 — Ungheria
37. Pelecopsis lunaris Bosmans & Abrous, 1992 — Algeria
38. Pelecopsis major (Denis, 1945) — Algeria
39. Pelecopsis malawiensis Jocqué, 1977 — Malawi
40. Pelecopsis margaretae Georgescu, 1975 — Romania
41. Pelecopsis medusoides Jocqué, 1984 — Sudafrica
42. Pelecopsis mengei (Simon, 1884) — Regione olartica
43. Pelecopsis minor Wunderlich, 1995 — Mongolia
44. Pelecopsis modica Hillyard, 1980 — Spagna, Marocco
45. Pelecopsis moesta (Banks, 1892) — USA
46. Pelecopsis monsantensis Bosmans & Crespo, 2010 — Portogallo
47. Pelecopsis moschensis (Caporiacco, 1947) — Tanzania
48. Pelecopsis mutica Denis, 1957 — Francia
49. Pelecopsis nigriceps Holm, 1962 — Kenya, Uganda
50. Pelecopsis nigroloba Fei, Gao & Zhu, 1995 — Russia, Cina
51. Pelecopsis odontophora (Kulczynski, 1895) — Georgia
52. Pelecopsis oranensis (Simon, 1884) — Marocco, Algeria
53. Pelecopsis oujda Bosmans & Abrous, 1992 — Marocco
54. Pelecopsis palmgreni Marusik & Esyunin, 1998 — Russia, Kazakistan
55. Pelecopsis papillii Scharff, 1990 — Tanzania
56. Pelecopsis parallela (Wider, 1834) — Regione paleartica
57. Pelecopsis paralleloides Tanasevitch & Fet, 1986 — Asia Centrale
58. Pelecopsis partita Denis, 1953 — Francia
59. Pelecopsis parvicollis Wunderlich, 1995 — Mongolia
60. Pelecopsis parvioculis Miller, 1970 — Angola
61. Pelecopsis pasteuri (Berland, 1936)[18] — Tanzania
62. Pelecopsis pavida (O. P.-Cambridge, 1872) — Israele
63. Pelecopsis physeter (Fage, 1936)[18] — Congo, Ruanda, Kenya, Tanzania
64. Pelecopsis pooti Bosmans & Jocqué, 1993 — Spagna
65. Pelecopsis proclinata Bosmans, 1988 — Camerun
66. Pelecopsis punctilineata Holm, 1964 — Congo, Ruanda
67. Pelecopsis punctiseriata (Bösenberg & Strand, 1906) — Giappone
68. Pelecopsis radicicola (L. Koch, 1872) — Regione paleartica
69. Pelecopsis reclinata (Holm, 1962)[18] — Kenya, Uganda
70. Pelecopsis riffensis Bosmans & Abrous, 1992 — Marocco
71. Pelecopsis robusta Weiss, 1990 — Romania
72. Pelecopsis ruwenzoriensis (Holm, 1962)[20] — Uganda
73. Pelecopsis sanje Scharff, 1990 — Tanzania
74. Pelecopsis sculpta (Emerton, 1917) — Canada
  - Pelecopsis sculpta digna Chamberlin & Ivie, 1939[21] — USA
75. Pelecopsis senecicola Holm, 1962 — Uganda
76. Pelecopsis steppensis Gnelitsa, 2008 — Ucraina
77. Pelecopsis subflava Russell-Smith & Jocqué, 1986 — Kenya
78. Pelecopsis suilla (Simon, 1884) — Algeria
79. Pelecopsis susannae (Simon, 1914) — Francia
80. Pelecopsis tenuipalpis Holm, 1979[22] — Uganda
81. Pelecopsis tybaertielloides Jocqué, 1984 — Kenya
82. Pelecopsis unimaculata (Banks, 1892) — USA
83. Pelecopsis varians (Holm, 1962)[18] — Kenya, Uganda

## Peponocranium
Peponocranium Simon, 1884
- Peponocranium dubium Wunderlich, 1995 — Mongolia
- Peponocranium ludicrum (O. P.-Cambridge, 1861)[1] — Europa, Russia
- Peponocranium orbiculatum (O. P.-Cambridge, 1882) — dalla Germania alla Russia, Georgia
- Peponocranium praeceps Miller, 1943 — Finlandia, dalla Germania alla Russia, Ucraina
- Peponocranium simile Tullgren, 1955 — Svezia

## Perlongipalpus
Perlongipalpus Eskov & Marusik, 1991
- Perlongipalpus mannilai Eskov & Marusik, 1991 — Russia
- Perlongipalpus mongolicus Marusik & Koponen, 2008 — Mongolia
- Perlongipalpus pinipumilis Eskov & Marusik, 1991[1] — Russia, Mongolia
- Perlongipalpus saaristoi Marusik & Koponen, 2008 — Russia

## Perregrinus
Perregrinus Tanasevitch, 1992
- Perregrinus deformis (Tanasevitch, 1982) — Russia, Mongolia, Cina, Canada

## Perro
Perro Tanasevitch, 1992
- Perro camtschadalica (Kulczynski, 1885) — Russia
- Perro polaris (Eskov, 1986) — Russia, Canada
- Perro putoranica (Eskov, 1986) — Russia
- Perro subtilipes (Tanasevitch, 1985) — Russia
- Perro tshuktshorum (Eskov & Marusik, 1991) — Russia

## Phanetta
Phanetta Keyserling, 1886
- Phanetta subterranea (Emerton, 1875) — USA

## Phlattothrata
Phlattothrata Crosby & Bishop, 1933
- Phlattothrata flagellata (Emerton, 1911)[1] — USA
- Phlattothrata parva (Kulczyński, 1926) — Regione olartica

## Phyllarachne
Phyllarachne Millidge & Russell-Smith, 1992
- Phyllarachne levicula Millidge & Russell-Smith, 1992 — Borneo

## Piesocalus
Piesocalus Simon, 1894
- Piesocalus javanus Simon, 1894 — Giava

## Piniphantes
Piniphantes Saaristo & Tanasevitch, 1996
- Piniphantes cinereus (Tanasevitch, 1986) — Kirghizistan
- Piniphantes cirratus (Thaler, 1986) — Corsica
- Piniphantes himalayensis (Tanasevitch, 1987) — Nepal
- Piniphantes macer (Tanasevitch, 1986) — Kirghizistan
- Piniphantes pinicola (Simon, 1884)[1] — Regione paleartica
- Piniphantes plumatus (Tanasevitch, 1986) — Kirghizistan
- Piniphantes uzbekistanicus (Tanasevitch, 1983) — Uzbekistan, Kirghizistan
- Piniphantes zonsteini (Tanasevitch, 1989) — Uzbekistan, Kirghizistan

## Pityohyphantes
Pityohyphantes Simon, 1929
1. Pityohyphantes alticeps Chamberlin & Ivie, 1943 — USA
2. Pityohyphantes brachygynus Chamberlin & Ivie, 1942 — USA
3. Pityohyphantes costatus (Hentz, 1850) — USA
  - Pityohyphantes costatus annulipes (Banks, 1892) — America settentrionale
4. Pityohyphantes cristatus Chamberlin & Ivie, 1942 — USA
  - Pityohyphantes cristatus coloradensis Chamberlin & Ivie, 1942 — USA
5. Pityohyphantes hesperus (Chamberlin, 1920) — USA
6. Pityohyphantes kamela Chamberlin & Ivie, 1943 — USA
7. Pityohyphantes limitaneus (Emerton, 1915) — USA, Canada
8. Pityohyphantes lomondensis Chamberlin & Ivie, 1941 — USA
9. Pityohyphantes minidoka Chamberlin & Ivie, 1943 — USA
10. Pityohyphantes navajo Chamberlin & Ivie, 1942 — USA
11. Pityohyphantes palilis (L. Koch, 1870) — Europa centrale e orientale
12. Pityohyphantes pallidus Chamberlin & Ivie, 1942 — USA
13. Pityohyphantes phrygianus (C. L. Koch, 1836)[1] — Regione paleartica
14. Pityohyphantes rubrofasciatus (Keyserling, 1886) — USA, Canada
15. Pityohyphantes subarcticus Chamberlin & Ivie, 1943 — Canada, Alaska
16. Pityohyphantes tacoma Chamberlin & Ivie, 1942 — USA

## Plaesianillus
Plaesianillus Simon, 1926
- Plaesianillus cyclops (Simon, 1881) — Francia

## Plectembolus
Plectembolus Millidge & Russell-Smith, 1992
- Plectembolus biflectus Millidge & Russell-Smith, 1992 — Filippine
- Plectembolus quadriflectus Millidge & Russell-Smith, 1992[1] — Sumatra
- Plectembolus quinqueflectus Millidge & Russell-Smith, 1992 — Sumatra
- Plectembolus similis Millidge & Russell-Smith, 1992 — Sumatra
- Plectembolus triflectus Millidge & Russell-Smith, 1992 — Malaysia

## Plesiophantes
Plesiophantes Heimer, 1981
- Plesiophantes joosti Heimer, 1981[1] — Russia, Georgia, Turchia
- Plesiophantes simplex Tanasevitch, 1987 — Georgia
- Plesiophantes tanasevitchi Wunderlich, 2011 — Russia

## Plicatiductus
Plicatiductus Millidge & Russell-Smith, 1992
- Plicatiductus storki Millidge & Russell-Smith, 1992[1] — Sulawesi

## Pocadicnemis
Pocadicnemis Simon, 1884
- Pocadicnemis americana Millidge, 1976 — USA, Canada, Groenlandia
- Pocadicnemis carpatica (Chyzer, 1894) — Europa centrale e orientale
- Pocadicnemis desioi Caporiacco, 1935 — Karakorum
- Pocadicnemis jacksoni Millidge, 1976 — Spagna, Francia, Cina
- Pocadicnemis juncea Locket & Millidge, 1953 — Regione paleartica
- Pocadicnemis occidentalis Millidge, 1976 — USA
- Pocadicnemis pumila (Blackwall, 1841) — Regione olartica

## Pocobletus
Pocobletus Simon, 1894
- Pocobletus bivittatus Simon, 1897 — isola Saint Vincent (Antille)
- Pocobletus coroniger Simon, 1894[1] — dalla Costa Rica al Venezuela

## Poecilafroneta
Poecilafroneta Blest, 1979
- Poecilafroneta caudata Blest, 1979[1] — Nuova Zelanda

## Poeciloneta
Poeciloneta Kulczynski, 1894
- Poeciloneta aggressa (Chamberlin & Ivie, 1943)[23] — USA
- Poeciloneta ancora Zhai & Zhu, 2008 — Cina
- Poeciloneta bellona (Chamberlin & Ivie, 1943) — USA
- Poeciloneta bihamata (Emerton, 1882) — USA
- Poeciloneta calcaratus (Emerton, 1909) — Alaska, Canada, USA
- Poeciloneta canionis Chamberlin & Ivie, 1943 — USA
- Poeciloneta dokutchaevi Eskov & Marusik, 1994[23] — Russia
- Poeciloneta fructuosa (Keyserling, 1886) — USA
- Poeciloneta furcata (Emerton, 1913)[23] — USA
- Poeciloneta hengshanensis (Chen & Yin, 2000)[23] — Cina
- Poeciloneta lyrica (Zorsch, 1937) — America settentrionale
- Poeciloneta pallida Kulczyński, 1908 — Russia
- Poeciloneta petrophila Tanasevitch, 1989 — Russia, Canada
- Poeciloneta tanasevitchi Marusik, 1991 — Russia
- Poeciloneta theridiformis (Emerton, 1911) — Russia, America settentrionale
- Poeciloneta vakkhanka Tanasevitch, 1989 — Russia
- Poeciloneta variegata (Blackwall, 1841)[1] — Regione olartica
- Poeciloneta xizangensis Zhai & Zhu, 2008 — Cina

## Porrhomma
Porrhomma Simon, 1884
1. Porrhomma boreale (Banks, 1899) — Russia, Alaska
2. Porrhomma borgesi Wunderlich, 2008 — isole Azzorre
3. Porrhomma cambridgei Merrett, 1994 — Europa
4. Porrhomma campbelli F. O. P.-Cambridge, 1894 — Regione paleartica
5. Porrhomma cavernicola (Keyserling, 1886) — USA
6. Porrhomma convexum (Westring, 1851)[1] — Regione paleartica
7. Porrhomma corsicum Simon, 1910 — Corsica
8. Porrhomma egeria Simon, 1884 — Europa, Russia
9. Porrhomma errans (Blackwall, 1841) — Regione paleartica
10. Porrhomma gertschi Hackman, 1954 — Canada
11. Porrhomma indecorum Simon, 1910 — Algeria
12. Porrhomma kulczynskii Starega, 1974 — Russia, Mongolia
13. Porrhomma longjiangense Zhu & Wang, 1983 — Russia, Cina
14. Porrhomma macrochelis (Emerton, 1917)[24]— Canada, Alaska
15. Porrhomma magnum Tanasevitch, 2012 — Russia
16. Porrhomma marphaense Wunderlich, 1983 — Nepal
17. Porrhomma microcavense Wunderlich, 1990 — Belgio, Germania, Austria, Repubblica Ceca
18. Porrhomma microphthalmum (O. P.-Cambridge, 1871) — Regione paleartica
19. Porrhomma microps (Roewer, 1931) — dall'Europa all'Azerbaigian
20. Porrhomma montanum Jackson, 1913 — Regione paleartica
21. Porrhomma myops Simon, 1884 — Europa
22. Porrhomma oblitum (O. P.-Cambridge, 1871) — Gran Bretagna, Islanda, Francia, Europa Centrale
23. Porrhomma ocella Chamberlin & Ivie, 1943 — USA
24. Porrhomma ohkawai Saito, 1977 — Giappone
25. Porrhomma omissum Miller, 1971 — Repubblica Ceca, Slovacchia
26. Porrhomma pallidum Jackson, 1913 — Regione paleartica
  - Porrhomma pallidum affinis Miller & Kratochvíl, 1940 — Slovacchia
27. Porrhomma profundum Dahl, 1939 — Europa orientale
28. Porrhomma pygmaeum (Blackwall, 1834) — Regione paleartica
29. Porrhomma rakanum Yaginuma & Saito, 1981 — Russia, Cina, Giappone
30. Porrhomma rosenhaueri (L. Koch, 1872) — Europa, Russia
31. Porrhomma sodonta (Chamberlin, 1948) — USA
32. Porrhomma terrestre (Emerton, 1882) — USA

## Primerigonina
Primerigonina Wunderlich, 1995
- Primerigonina australis Wunderlich, 1995 — Panama

## Prinerigone
Prinerigone Millidge, 1988
- Prinerigone aethiopica (Tullgren, 1910) — Camerun, Kenya, Tanzania
- Prinerigone pigra (Blackwall, 1862) — Isola di Madeira
- Prinerigone vagans (Audouin, 1826) — Europa
  - Prinerigone vagans arabica (Jocqué, 1981) — Arabia Saudita

## Priperia
Priperia Simon, 1904
- Priperia bicolor Simon, 1904[1] — Hawaii

## Procerocymbium
Procerocymbium Eskov, 1989
- Procerocymbium buryaticum Marusik & Koponen, 2001 — Russia
- Procerocymbium dondalei Marusik & Koponen, 2001 — Canada
- Procerocymbium jeniseicum Marusik & Koponen, 2001 — Russia
- Procerocymbium sibiricum Eskov, 1989 — Russia

## Proelauna
Proelauna Jocqué, 1981
- Proelauna humicola (Miller, 1970)[1] — Angola, Tanzania, Malawi

## Proislandiana
Proislandiana Tanasevitch, 1985
- Proislandiana pallida (Kulczynski, 1908) — Russia

## Promynoglenes
Promynoglenes Blest, 1979
- Promynoglenes grandis Blest, 1979 — Nuova Zelanda
- Promynoglenes minuscula Blest & Vink, 2003 — Nuova Zelanda
- Promynoglenes minuta Blest & Vink, 2002 — Nuova Zelanda
- Promynoglenes nobilis Blest, 1979[1] — Nuova Zelanda
- Promynoglenes parvula Blest, 1979 — Nuova Zelanda
- Promynoglenes silvestris Blest, 1979 — Nuova Zelanda

## Pronasoona
Pronasoona Millidge, 1995
- Pronasoona aurata Millidge, 1995 — Thailandia
- Pronasoona sylvatica Millidge, 1995 — Borneo

## Prosoponoides
Prosoponoides Millidge & Russell-Smith, 1992
- Prosoponoides hamatus Millidge & Russell-Smith, 1992[1] — Sumatra
- Prosoponoides kaharianus Millidge & Russell-Smith, 1992 — Borneo
- Prosoponoides similis Millidge & Russell-Smith, 1992 — Thailandia
- Prosoponoides sinensis (Chen, 1991) — Cina, Vietnam

## Protoerigone
Protoerigone Blest, 1979
- Protoerigone obtusa Blest, 1979 — Nuova Zelanda
- Protoerigone otagoa Blest, 1979[1] — Nuova Zelanda

## Pseudafroneta
Pseudafroneta Blest, 1979
- Pseudafroneta frigida Blest, 1979 — Nuova Zelanda
- Pseudafroneta incerta (Bryant, 1935)[1] — Nuova Zelanda
- Pseudafroneta lineata Blest, 1979 — Nuova Zelanda
- Pseudafroneta maxima Blest, 1979 — Nuova Zelanda
- Pseudafroneta pallida Blest, 1979 — Nuova Zelanda
- Pseudafroneta perplexa Blest, 1979 — Nuova Zelanda
- Pseudafroneta prominula Blest, 1979 — Nuova Zelanda

## Pseudocarorita
Pseudocarorita Wunderlich, 1980
- Pseudocarorita thaleri (Saaristo, 1971) — Europa

## Pseudocyba
Pseudocyba Tanasevitch, 1984
- Pseudocyba miracula Tanasevitch, 1984 — Russia

## Pseudohilaira
Pseudohilaira Eskov, 1990
- Pseudohilaira mirabilis Eskov, 1990 — Russia

## Pseudomaro
Pseudomaro Denis, 1966
- Pseudomaro aenigmaticus Denis, 1966 — Regione paleartica

## Pseudomaso
Pseudomaso Locket & Russell-Smith, 1980
- Pseudomaso longipes Locket & Russell-Smith, 1980 — Nigeria

## Pseudomicrargus
Pseudomicrargus Eskov, 1992
- Pseudomicrargus acuitegulatus (Oi, 1960) — Giappone
- Pseudomicrargus asakawaensis (Oi, 1964) — Giappone
- Pseudomicrargus latitegulatus (Oi, 1960) — Giappone

## Pseudomicrocentria
Pseudomicrocentria Miller, 1970
- Pseudomicrocentria minutissima Miller, 1970 — Africa centrale, occidentale e meridionale
- Pseudomicrocentria simplex Locket, 1982 — Malaysia

## Pseudoporrhomma
Pseudoporrhomma Eskov, 1993
- Pseudoporrhomma maritimum Eskov, 1993 — Russia

## Pseudotyphistes
Pseudotyphistes Brignoli, 1972
- Pseudotyphistes biriva Rodrigues & Ott, 2007 — Brasile
- Pseudotyphistes cambara (Ott & Lise, 1997) — Brasile
- Pseudotyphistes cristatus (Ott & Lise, 1997) — Brasile
- Pseudotyphistes ludibundus (Keyserling, 1886) — Perù
- Pseudotyphistes pallidus (Millidge, 1991) — Argentina
- Pseudotyphistes pennatus Brignoli, 1972 — Uruguay
- Pseudotyphistes vulpiscaudatus (Ott & Lise, 1997) — Brasile

## Pseudowubana
Pseudowubana Eskov & Marusik, 1992
- Pseudowubana wagae (O. P.-Cambridge, 1873)[1] — Russia, Mongolia

## Psilocymbium
Psilocymbium Millidge, 1991
- Psilocymbium acanthodes Miller, 2007 — Argentina
- Psilocymbium defloccatum (Keyserling, 1886) — Perù
- Psilocymbium incertum Millidge, 1991 — Colombia
- Psilocymbium lineatum (Millidge, 1991) — Brasile
- Psilocymbium pilifrons Millidge, 1991 — Colombia
- Psilocymbium tuberosum Millidge, 1991 — Brasile